# ジェミニ計画
ジェミニ計画（ジェミニけいかく、英語: Project Gemini）は、アメリカ合衆国航空宇宙局(NASA)の二度目の有人宇宙飛行計画である。1961年から1966年にかけ、マーキュリー計画とアポロ計画の間に行われた。ジェミニ宇宙船は2名の宇宙飛行士を宇宙に送る能力があり、1965年から1966年までの間に10名の宇宙飛行士が地球周回低軌道を飛行した。この計画により、アメリカは東西冷戦時代にソビエト連邦との間でくり広げられた宇宙開発競争において優位に立つこととなった。

## 概要
ジェミニの目標はアポロ計画で必須となる月面着陸のための技術を開発することで、月に行って帰ってくるまでに必要とされる期間の宇宙滞在を達成し、船外活動によって宇宙船の外に出て活動を行い、ランデブーとドッキングの実行をする際に必要となる軌道操作の技術を切り開いた。これらの新技術が検証されたことにより、アポロ計画では基本試験を行うことなく、月飛行という本来の目的を遂行することができた。
宇宙船はすべてフロリダ州のケープカナベラル空軍基地19番発射施設から打ち上げられた。発射機には大陸間弾道ミサイルを改良したタイタンⅡ型ロケットが使用された。またヒューストンのジョンソン宇宙センターに新たに建設されたミッション・コントロールセンターが飛行管制に使用されたのも、この計画が初めてであった。
計画を支えた飛行士には、マーキュリー・セブンと呼ばれるアメリカ最初の宇宙飛行士に加え、グループ2と呼ばれる第二次選抜隊および1963年に任命されたグループ3と呼ばれる第三次選抜隊が含まれていた。計画期間中にジェミニ9号で搭乗予定だった飛行士を含む3名が、訓練中の航空機事故により死亡している。9号は結局予備搭乗員によって遂行されたが、これは今日に至るまでNASAの歴史において唯一の事例であった。
ジェミニ宇宙船は性能が優れていたため、空軍は有人軌道実験室 (Manned Orbital Laboratory, MOL) に使用することを検討していたが、MOL計画は後に中止された。ジェミニの主任設計官ジム・シャンベルリン (Jim Chamberlin) は、地球と月の間の宇宙空間を飛行し月面に着陸する詳細な計画を1961年の終わりに立案していた。彼はジェミニはアポロよりも早く、しかも安いコストで月面着陸を実行できると信じていたが、NASAの上層部はこの案を採用しなかった。1969年、マクドネル・ダグラス社はジェミニを改良したビッグ・ジェミニという宇宙船を提案した。ビッグ・ジェミニはアポロ応用計画 (Apollo Applications Project, AAP) で使用される宇宙ステーションに一度で最大12名までの飛行士を送り込むことができるはずだったが、AAPで実現されたのは実存するアポロ宇宙船を使用するスカイラブ計画のみだったため、ビッグ・ジェミニが実行されることはなかった。

## 計画の発端と目的
1961年5月25日、人間を月面に着陸させるという現行のアポロ計画がジョン・F・ケネディ (John Fitzgerald Kennedy) 大統領によって認可された後、NASAの職員たちには、アポロを成立させるための特定の飛行技術を開発するには、マーキュリーに継続する何らかの計画が必要になることが明らかになった。
特にアメリカの有人宇宙飛行計画を推進するスペース・タスク・グループ (Space Task Group) の主任技術者であったジム・シャンベルリンは、すでに1961年2月の段階でマーキュリーとアポロの橋渡しをする計画を開始することを命じられていた。同年3月、シャンベルリンはワロップス島にあるNASAの秘密施設で、ジェミニ計画に関する2種類の初期案を提出した。7月にはセントルイスのマクドネル社で、ジェミニ宇宙船の原型となるマーキュリー・マークII宇宙船の縮尺模型が公開された。12月7日、NASAはジェミニ計画を承認し、同月22日にはマクドネル社が宇宙船製造の主契約企業に指定された。
1962年1月3日に計画が公表された際、あらためて名称はジェミニ計画 (Project Gemini) と命名された。gemini（ゲミニー）はラテン語で「双子」あるいは「2人」を意味し、宇宙船が飛行士2名を搭乗させることを反映している。Geminiはまた黄道帯の第三星座であるふたご座の学名でもある。ただし、星座のGeminiは英語では「ジェミナイ」と読むが、「Project Gemini」の Geminiは「ジェミニ（ー）」（英語ではジェミニとジェミニーに発音の区別はない）と読む。
計画の主目的は、以下のとおりである：
- 月面着陸に要求される最少8日間から最大2週間にいたるまでの長期間の宇宙飛行に対する、人体や機器の耐久性を検証すること
- 他の宇宙船とのランデブーとドッキングを達成し、目標宇宙船の推進装置を使用して結合された両宇宙船の軌道操作を行うこと
- 宇宙船の生命維持環境の外に出て船外活動 (宇宙『遊泳』とも言う) を行い、宇宙環境での飛行士の任務達成能力を検証すること
- 大気圏再突入および予定された地点に帰還するための技術を完成させること[Note 3]

## 組織
人員2名を搭乗させるジェミニ宇宙船の設計は、カナダ人のジム・シャンベルリンが行った。シャンベルリンはジェミニ計画に参加する以前は、アブロ・カナダ社のアブロ・カナダ CF-105要撃機計画における主任空気力学者であった。彼がアブロ社の25人の部下の技術者とともにNASAに参加したのはCF-105計画が中止になったあとのことで、スペース・タスク・グループにおけるジェミニ計画の技術部門の責任者に任命された。また元請企業はマクドネル・エアクラフト社であり、同社はマーキュリー計画の宇宙船の製造も担当していた。
ジェミニ宇宙船の開発と設計に深く関わっていたのは宇宙飛行士のガス・グリソム (Gus Grissom) で、他の飛行士たちはジェミニ宇宙船に「ガスモバイル (Gusmobile, ガスの自動車の意)」とあだ名をつけていた。死後の1968年に出版された自著「ジェミニ！」によれば、グリソムが来たるべきジェミニ計画に心血を注いだのは、マーキュリー計画が終りに近づき、同計画で自身が再び搭乗できる可能性がなくなったことに気づいたからであった。
ジェミニ計画を管理していたのはテキサス州ヒューストンのジョンソン宇宙センターで、同所はまたワシントンD.C.に本部を持つNASAの有人宇宙飛行局の指示を受けていた。計画の代行取締役は、NASAの有人宇宙飛行の準監督者ジョージ・ミューラー (George E. Mueller) 博士が務めていた。有人宇宙飛行の任務遂行本部の副指揮官であるウィリアム・シュナイダー (William C. Schneider) は、ジェミニ6号の開始からすべての飛行の指揮官を担当した。
マクドネル社の技術者ギュンター・ウェント(Guenter Wendt) はマーキュリーとジェミニの両方で発射準備を監督し、アポロで飛行士を打ち上げる際にも同じ任務を担当することになっていた。彼のチームは発射直前に発射台周辺を封鎖する作業も担当した。飛行士が宇宙船のハッチを閉じる前に見る最後の人間は、ウェントであった。飛行士らは、宇宙船のコンディションについて彼が絶対的な権限を持ち、すべての責任を持つことを望み、また彼と気さくで良好な人間関係を築いた。

## 宇宙船

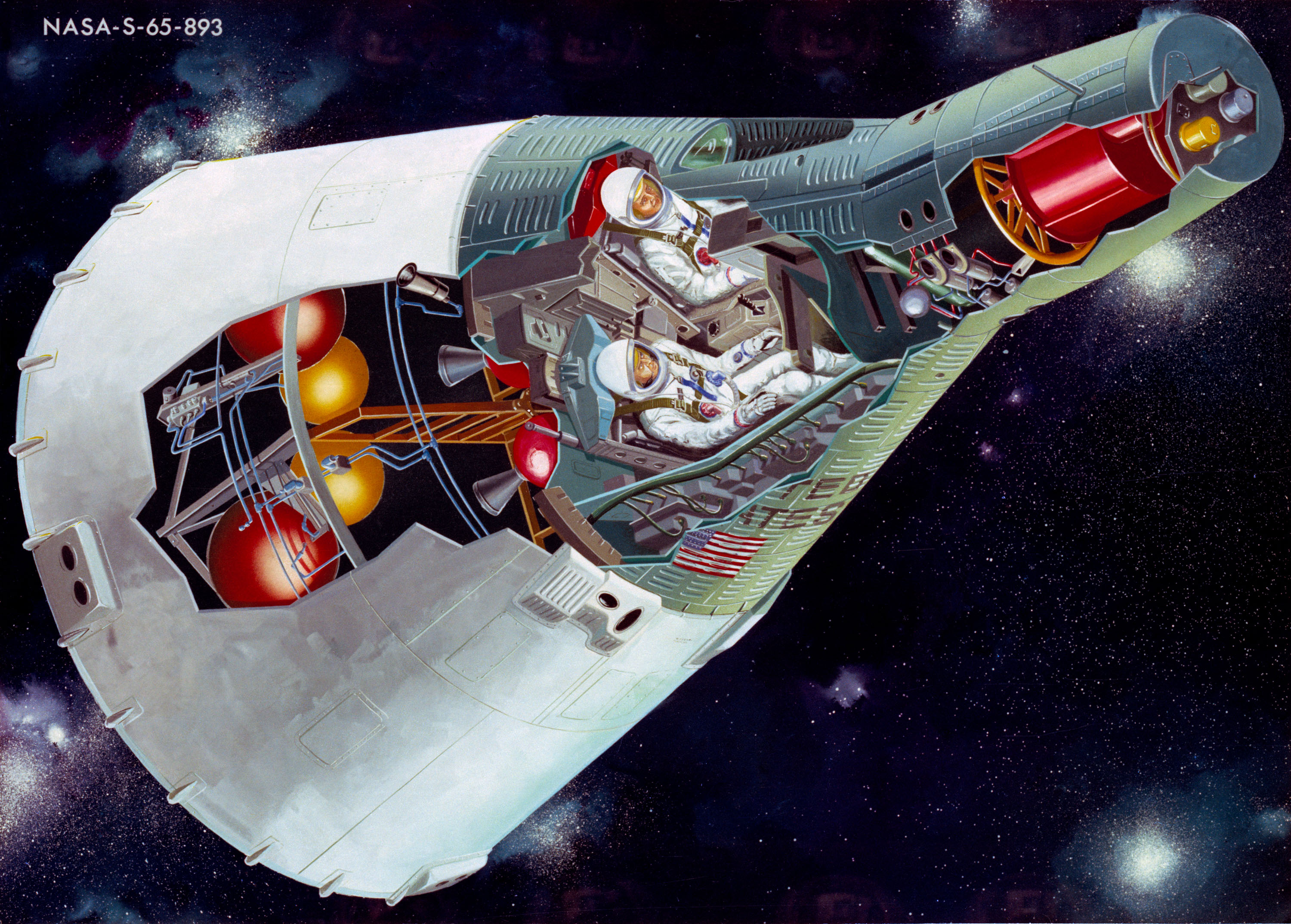
ジェミニ宇宙船の解剖図

1961年、NASAは宇宙船製造の元請企業に、マーキュリー宇宙船の元請だったマクドネル・エアクラフト社を指名した。第一号機は1963年に納入された。全長は5.61メートル、直径は3メートルで、重量は3,200キログラムから3,790キログラムまでと飛行によって異なった。
ジェミニの司令船 (帰還区画とも呼ばれる) は、基本的にはマーキュリー宇宙船の拡大版であった。マーキュリーと違い、逆噴射ロケット、電源、推進装置、酸素、水などは司令船の後部に取りつけられている接続区画に搭載されていた。ジェミニにおける設計の主な改良点は宇宙船のすべての内部システムを機器区画に搭載したことで、これによりすでに試験された機器を取り去ったり妨げたりすることなく、独立して検査できるようになったことであった。

### 帰還区画
船内の機器の多くは、点検用のドアを開ければ手が届くところに配置されていた。マーキュリーと違いジェミニは回路に真空管を一切使用せず、すべて半導体素子を用いていた。またそのモジュール (区画) は、非常に修理しやすくなるよう設計されていた。
脱出装置には、マーキュリーのような固体燃料ロケットで射出する塔型の緊急脱出用ロケットは使用せず、代わりに航空機などで採用されている射出座席を用いていた。塔型の装置は重く構造が複雑であり、またタイタンIIの自然発火性の推進剤は接触すればただちに燃焼してしまうため、NASAの技術者は塔は不必要であると推測した。アトラスやサターンのような極低温の燃料を使用するロケットに比較すると、タイタンIIは爆発した際の爆風の影響は小さく、故障したロケットから飛行士を退避させるには射出座席で十分だった。射出座席が使用できない高高度では宇宙船そのものを切り離し、飛行士は船内にとどまったまま脱出することになっていた。
射出座席使用の主な支持者は、NASAのスペース・タスク・グループ技術部長のシャンベルリンだった。彼はマーキュリーの脱出塔をずっと好まず、重量を削減できるもっと簡素な代替策を用いることを望んでいた。シャンベルリンはアトラスやタイタンIIミサイルの発射が失敗した際のさまざまな映像を検証し、機体の爆発で発生する火球のおおよその大きさを計測した。その結果、タイタンIIの爆発で生じる火球は十分に小さいため、宇宙船からの脱出は射出座席だけで十分であると判断した。
一方でマーキュリーの脱出装置の設計者だったマキシム・ファジェット (Maxime Faget) は、この装置には決して乗り気ではなかった。射出座席は飛行士に深刻な損傷を負わせる可能性がある上に、ロケットが音速を超えると脱出不可能になってしまうため、座席を使用できる時間は発射後40秒以内に限られていた。彼はまた、ロケットが上昇している最中に機外に放出されると、飛行士が排気ガスの中に巻き込まれてしまうことを懸念し、「最もよいのは、脱出装置を使うような事態に陥らせないようにすることだ」と述べた。
ジェミニは飛行操縦の管理と制御を容易にするためのコンピューターを搭載した、初の有人宇宙船だった。またマーキュリーにはなかった、通常の航空機で使用されているようなフライトレーダーや姿勢指示器も採用していた。

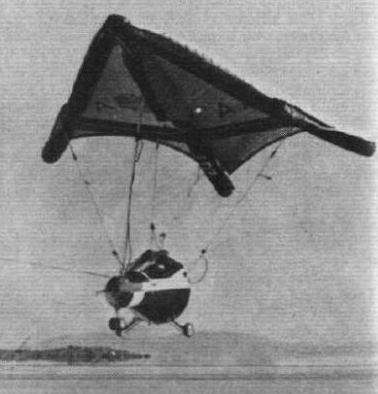
エドワーズ空軍基地で行われた、パラグライダーを使用しての飛行試験。1964年8月

当初ジェミニはハンググライダーのようなロガロ翼を使い、海面ではなく地上に着陸することを目指していた。この場合飛行士は、航空機のように頭部を上にした姿勢で着座して機体を操縦することになった。これを可能にするために、ロガロ翼は機体の先端部ではなく、バランスを取るために後部の熱保護板の近くに取りつけられた。また機体と翼を結ぶワイヤーは2つの座席のハッチの間に設けられ、金属の板で覆われていた。これらの案は最終的には却下され、マーキュリーと同様にパラシュートで海に着水することになった。機体はパラシュートから水平に近い角度でつり下げられるため、着水の際は底部の円錐の縁の部分から水面を切るようにして入水した。これによって衝撃が緩和されたため、マーキュリーで使用されたようなエアバッグは不要になった。

### 接続区画
接続区画は、順に逆噴射区画と機器区画に分かれていた。

#### 逆噴射区画
逆噴射区画には、4基の固体燃料ロケットエンジンが設置されていた。それぞれは球にノズルがついた形をしており、梁に取りつけられていた。梁は2本あり、機体の中心で十字型に交叉していた。帰還の際には1基ずつ順に点火されるが、ロケットが上昇している最中に何らかの異常が発生した場合は4基同時に点火され、宇宙船をロケットから切り離すことになっていた。

#### 機器区画
ジェミニには軌道姿勢制御システムが搭載されていた。このシステムは16基の噴射機から構成されており、マーキュリーと同様にヨー・ピッチ・ロールの姿勢制御をするとともに、直行するすべての3軸 (前進・後退、左移動・右移動、上昇・下降) への平行移動の制御を可能にした。平行移動の能力を得たことにより、他の衛星とのランデブーやアジェナ標的機とのドッキングの際に必要になる、軌道傾斜角や高度の変更が可能になった。またアジェナ衛星のロケットエンジンを使用することにより、さらに大きな軌道変更ができるようになった。
電力は初期の短期間の飛行では通常の電池から供給されたが、後期の長期間の飛行では有人宇宙船としては初めて燃料電池が使用された。
ジェミニの後期の飛行は、アポロの飛行が開始されるほんの1年ほど前に行われたため、いくつかの点においてはアポロよりも優れていた。機体の設計に関しては、どんな小さな部分もグリソム飛行士の影響でジェット戦闘機のような特徴を取り入れていたため、「パイロットのための宇宙船」として知られるようになった。またアメリカの有人宇宙飛行計画が、長期間の飛行・ランデブー・船外活動の能力において明らかにソ連を凌駕しはじめたのはこの時期であった。この間、ソ連は人間を月に送ることを目指してソユーズ宇宙船を開発していたが、政治的あるいは技術的な問題が立ちはだかったことにより、有人月飛行計画は最終的に放棄された。

## 発射機
タイタンIIはアトラスに替わる空軍の第二世代の大陸間弾道ミサイル (Inter Continental Ballistic Missile, ICBM) として、1962年に開発された。燃料と酸化剤にはアトラスでは液体酸素とケロシンが使用されていたが、タイタンでは四酸化二窒素とヒドラジンが採用された。これは混ぜ合わせただけで発火するという性質を持っているため、点火装置などの部品が不要になり、構造を簡素化することができた。また長期間の保管が可能になり、発射の手順も簡略化できた。唯一の弱点は、きわめて毒性が強いということであった。一方で初期のタイタンはポゴ振動が発生するという、人間を乗せて打ち上げるには深刻な問題を抱えていた。
ジェミニを打ち上げたタイタンには、ASC-15という独自の (独立した) 誘導コンピューターが搭載されていた。ジェミニ誘導コンピューターは重量が26.7キログラムで、サターンロケットに搭載されていた「サターン発射機デジタルコンピューター」ときわめて似ているものだった。

## 宇宙飛行士

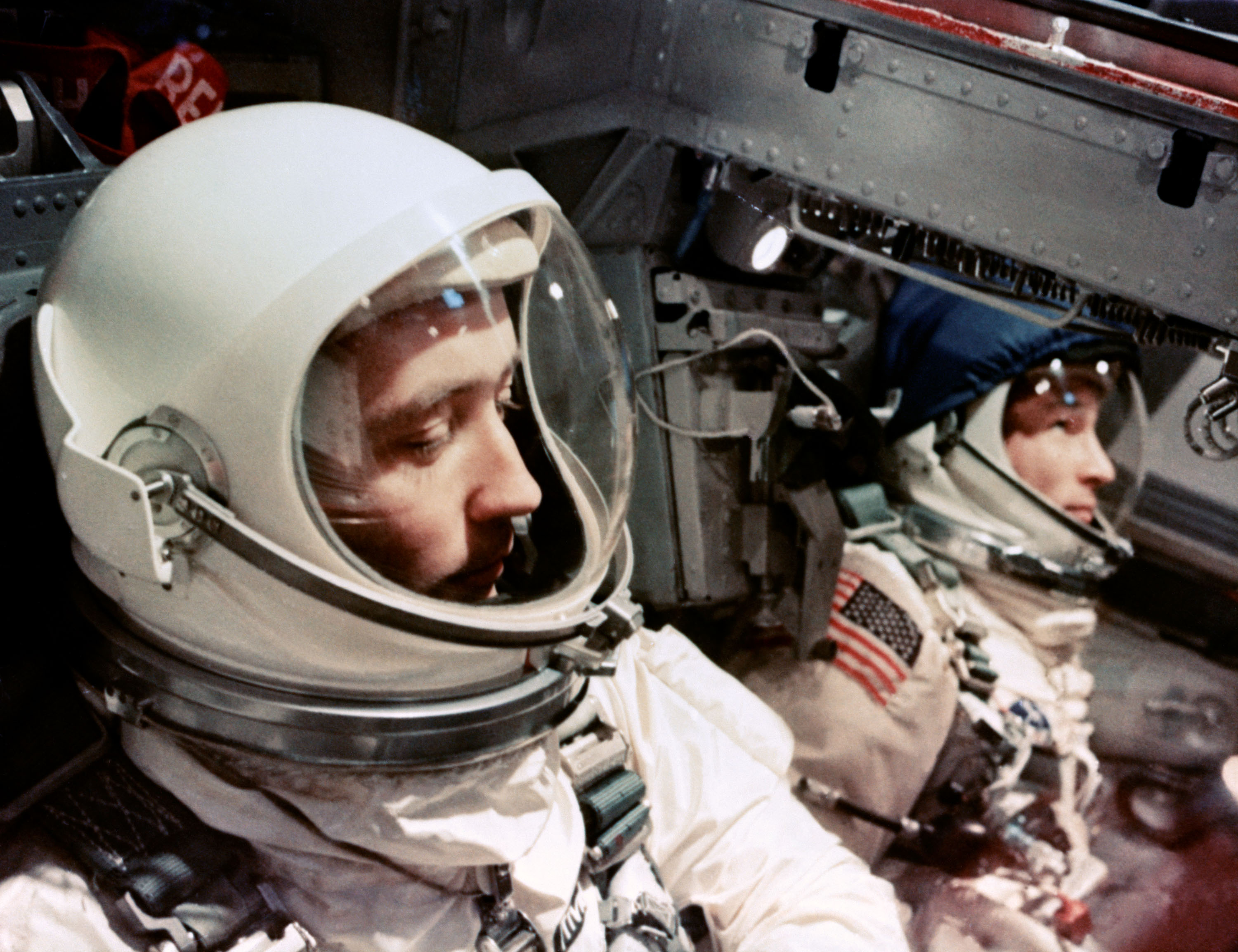
ジェミニ4号船内のホワイトとマクディヴィット飛行士。1965年

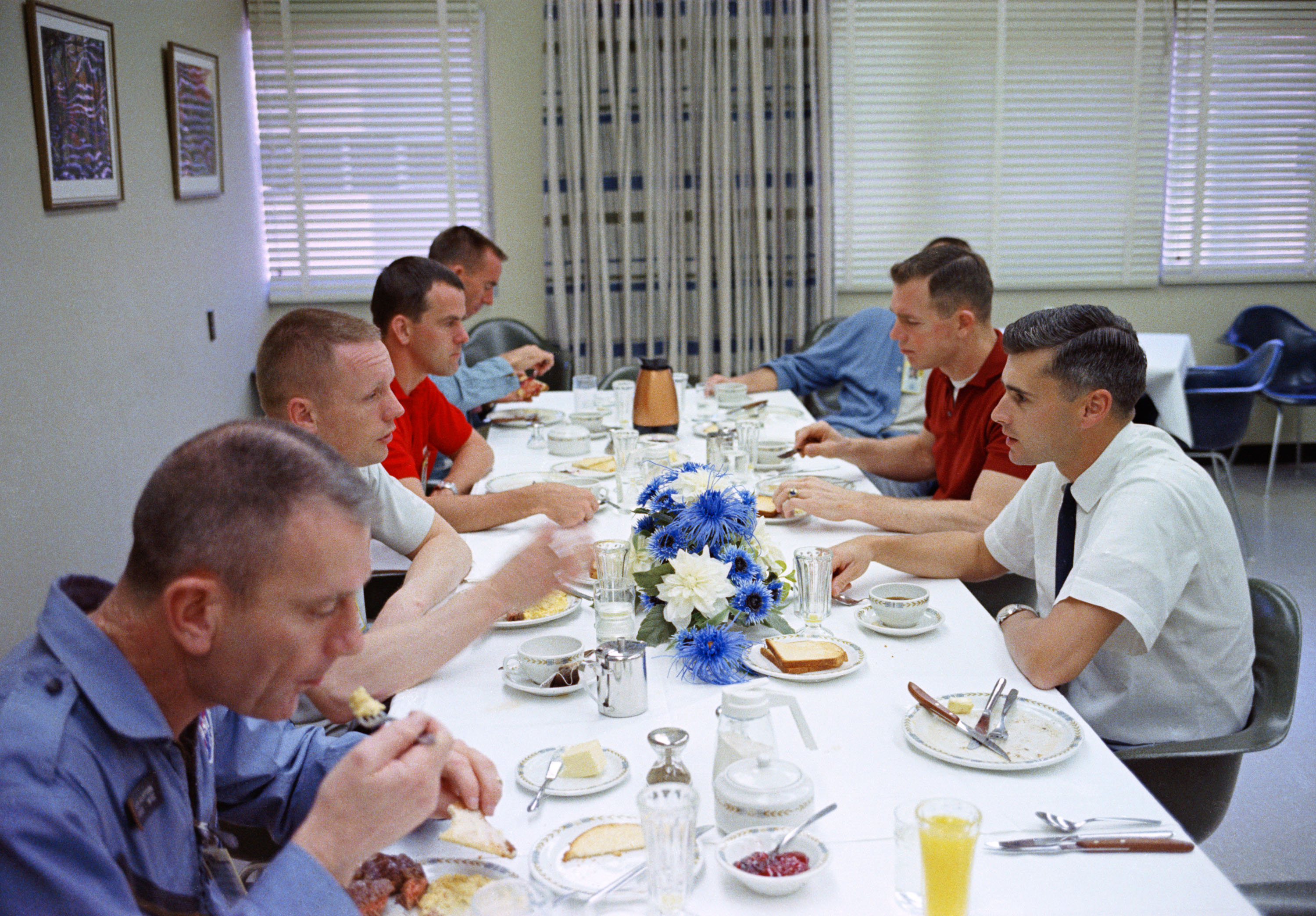
発射前に朝食をとるジェミニ8号の本搭乗員と他の飛行士たち。1966年

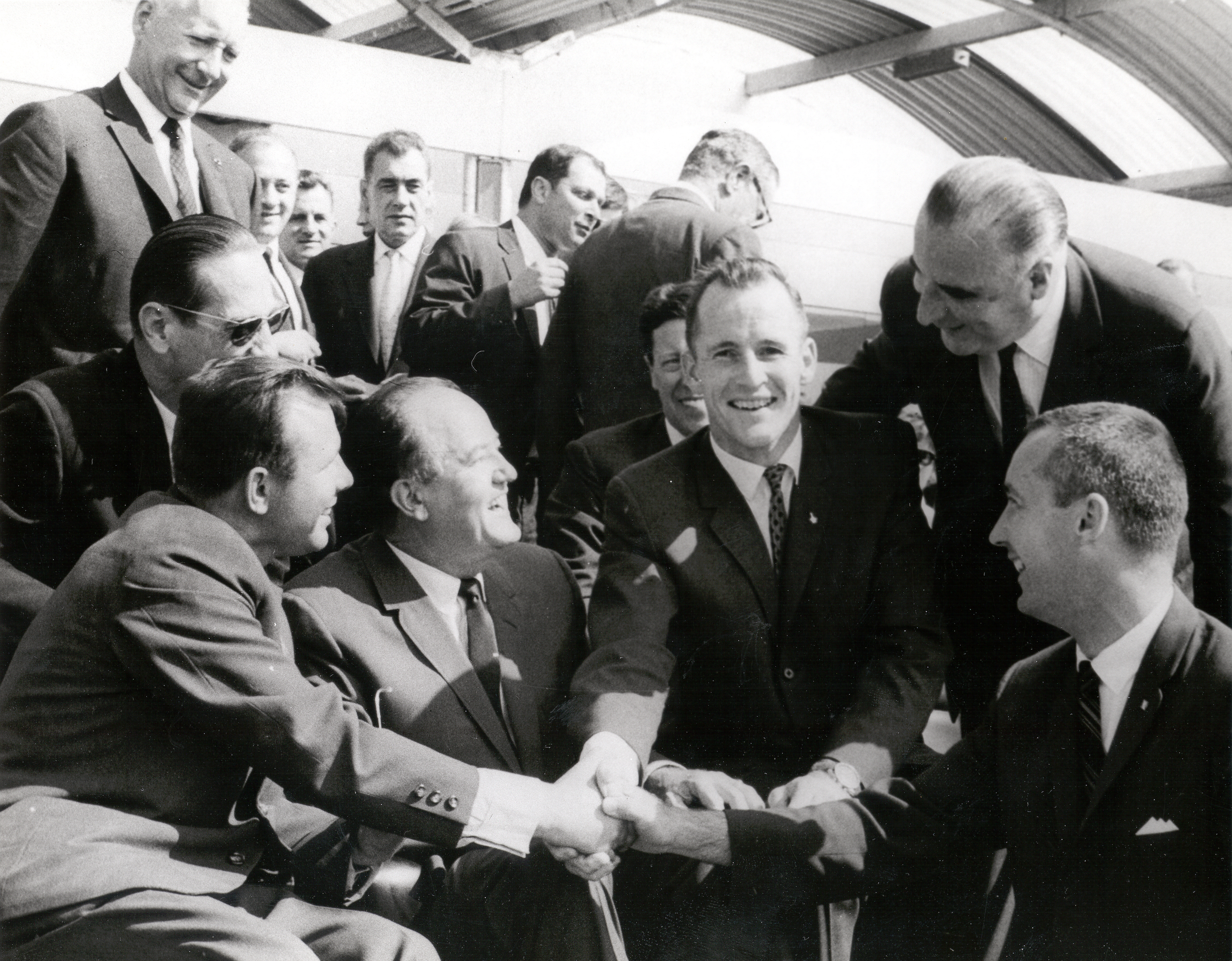
ジェミニ4号の飛行士たちと握手をするユーリイ・ガガーリン。1965年

16名の飛行士が、10の飛行に搭乗した。: 
| グループ                                 | 飛行士                     | 所属   | 飛行および地位      |
| ---------------------------------------- | -------------------------- | ------ | ------------------- |
| 飛行士グループ1 (マーキュリー計画経験者) | ゴードン・クーパー         | 空軍   | ジェミニ5号 船長    |
| 飛行士グループ1 (マーキュリー計画経験者) | ガス・グリソム             | 空軍   | ジェミニ3号 船長    |
| 飛行士グループ1 (マーキュリー計画経験者) | ウォルター・シラー         | 海軍   | ジェミニ6号 船長    |
| グループ2 (第二次選抜グループ)           | ニール・アームストロング   | 民間人 | ジェミニ8号 船長    |
| グループ2 (第二次選抜グループ)           | フランク・ボーマン         | 空軍   | ジェミニ7号 船長    |
| グループ2 (第二次選抜グループ)           | ピート・コンラッド         | 海軍   | ジェミニ5号 飛行士  |
| グループ2 (第二次選抜グループ)           | ピート・コンラッド         | 海軍   | ジェミニ11号 船長   |
| グループ2 (第二次選抜グループ)           | ジム・ラヴェル             | 海軍   | ジェミニ7号 飛行士  |
| グループ2 (第二次選抜グループ)           | ジム・ラヴェル             | 海軍   | ジェミニ12号 船長   |
| グループ2 (第二次選抜グループ)           | ジェームズ・マクディビット | 空軍   | ジェミニ4号 船長    |
| グループ2 (第二次選抜グループ)           | トーマス・スタッフォード   | 空軍   | ジェミニ6A号 飛行士 |
| グループ2 (第二次選抜グループ)           | トーマス・スタッフォード   | 空軍   | ジェミニ9号 船長    |
| グループ2 (第二次選抜グループ)           | エドワード・ホワイト       | 空軍   | ジェミニ4号 飛行士  |
| グループ2 (第二次選抜グループ)           | ジョン・ヤング             | 海軍   | ジェミニ3号 飛行士  |
| グループ2 (第二次選抜グループ)           | ジョン・ヤング             | 海軍   | ジェミニ10号 船長   |
| グループ3 (第三次選抜グループ)           | バズ・オルドリン           | 空軍   | ジェミニ12号 飛行士 |
| グループ3 (第三次選抜グループ)           | ユージン・サーナン         | 海軍   | ジェミニ9号 飛行士  |
| グループ3 (第三次選抜グループ)           | マイケル・コリンズ         | 空軍   | ジェミニ10号 飛行士 |
| グループ3 (第三次選抜グループ)           | リチャード・ゴードン       | 海軍   | ジェミニ11号 飛行士 |
| グループ3 (第三次選抜グループ)           | デイヴィッド・スコット     | 空軍   | ジェミニ8号 飛行士  |

### 飛行士の選抜
ジェミニ計画における飛行士の選抜について最大の権限を持っていたのは、飛行士管理部長のドナルド・スレイトンだった。それぞれの飛行に本搭乗員と予備搭乗員を割り当て、予備搭乗員はその3つ後の飛行で本搭乗員になるという原則は、ジェミニ以降に確立した。スレイトンはまた最初の飛行任務を、マーキュリー・セブンで残っている4人の現役の飛行士、シェパード、グリソム、クーパー、シラーに与えるつもりだった (7人のうちジョン・グレンは1964年1月にNASAを退役していた。またマーキュリー・アトラス7号で、帰還の際に問題を発生させNASAの一部の上層部から非難されていたスコット・カーペンターは、海軍の海底居住実験SEALABに参加するために休職中で、1964年7月にオートバイ事故による怪我で任務を解かれた。スレイトン自身は心臓疾患が原因で地上任務に就いていた)。
1963年の後半、スレイトンはまずシェパードとスタッフォードをジェミニ3号の、マクディヴィットとホワイトを4号の、シラーとヤングを5号 (アジェナとの初のランデブーに成功することになる) の飛行士に任命した。3号の予備搭乗員はグリソムとボーマンで、彼らは初の長期宇宙滞在を目指す6号で飛行することになっていた。最後にコンラッドとラヴェルが4号の予備搭乗員に任命された。だがアジェナ標的衛星の開発の遅れにより、飛行士のローテーションに1回目の修正が必要となった。まずシラーとヤングが3号のシェパードとスタッフォードの予備搭乗員になり、同時に6号の飛行士に任命された。またグリソムとボーマンは、5号で長期宇宙滞在をすることになった。
2度目の修正は、シェパードが内耳の疾患であるメニエール病を煩ったことにより生じた。まずグリソムが3号の船長に異動になった。またスレイトンは、グリソムには性格的にヤングのほうが相性が良いと感じていたので、スタッフォードとヤングを入れ替えた。さらにクーパーを、長期滞在をする5号の船長にした。また性格的な相性の理由から、4号の予備搭乗員の船長だったコンラッドを5号の飛行士に、ボーマンを4号の予備船長に異動した。最後に彼はアームストロングとエリオット・シーを5号の予備搭乗員に任命した。3度目の修正は、スレイトンがシーは体力的にジェミニ8号の船外活動をやりこなせないと感じたことにより行われた。彼はシーを9号の本搭乗員の船長にし、スコットを8号の飛行士に、バセットを9号の飛行士にした。
4回目にして最後となる修正は、シーとバセットが訓練機の墜落事故で死亡したことにより行われた。両名が搭乗するT-38は、セントルイスのマクドネル社の建物に激突した。奇しくもそこでは、彼らが搭乗することになる9号の宇宙船が製造中であった。予備搭乗員だったスタッフォードとサーナンが、新たに9A号と名づけられた飛行の本搭乗員となり、10号の予備搭乗員だったラヴェルとオルドリンが9号の予備搭乗員になった。これにより、ラヴェルとオルドリンには12号の本搭乗員になる道が開けた。
アポロ1号の火災事故でガス・グリソム、エドワード・ホワイト、ロジャー・チャフィーの3飛行士が死亡したことにより、この最終調整はアポロ計画における最初の7名の飛行士の選抜に影響を与えることになった。それはまた、この7名のうち誰が最初に月面に降り立つのかということを意味していた。

## 飛行計画

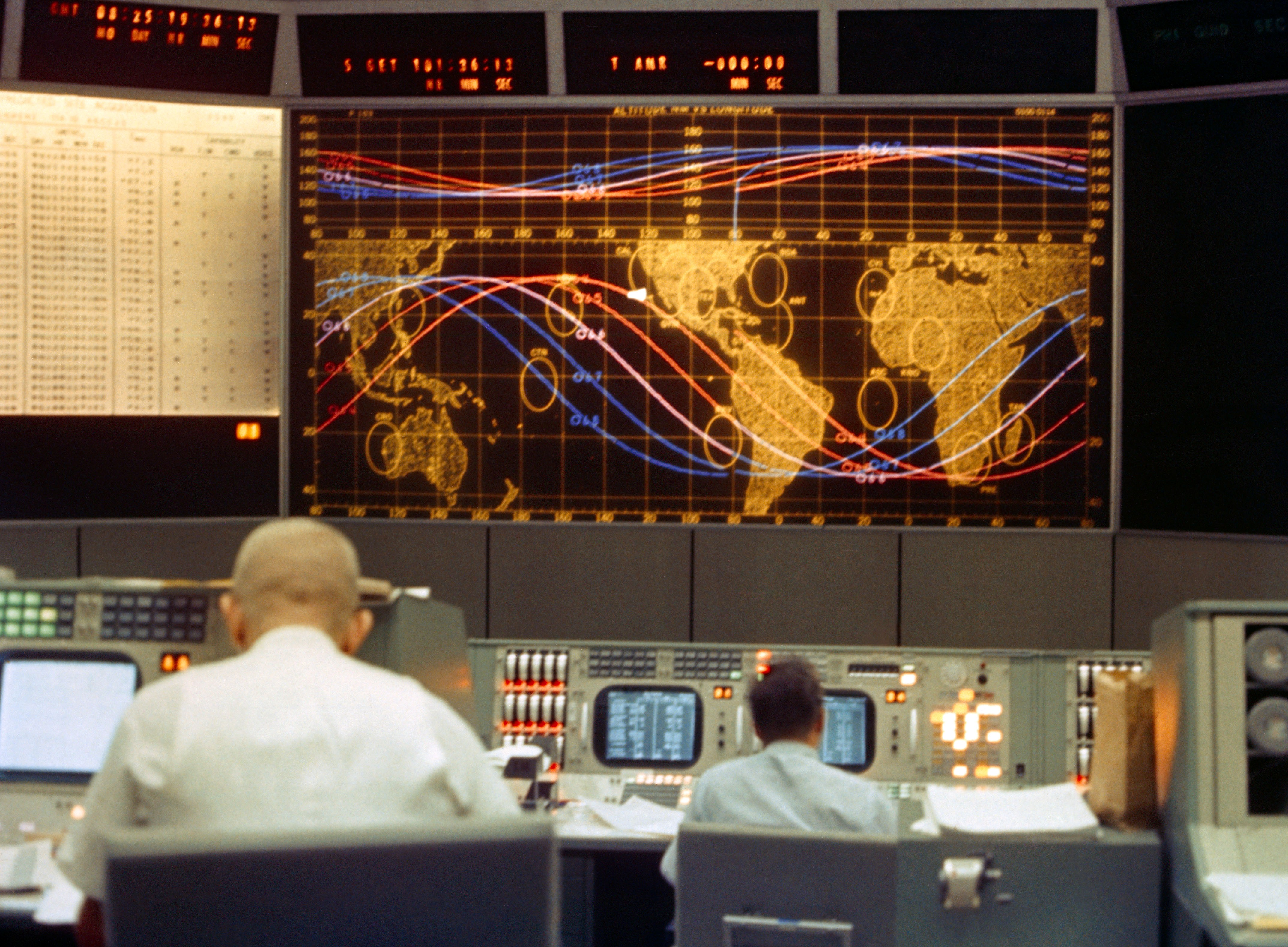
ジェミニ5号におけるヒューストン管制センター

1964年から1965年にかけ、宇宙船システムと熱遮蔽板のテストのため2機の無人機が打ち上げられ、その後1965年から1966年にかけ10回の有人飛行が行われた。発射にはすべてタイタンIIロケットが使用された。ジェミニ計画における重要点は、以下の通りである。：
- 1965年6月3日、ジェミニ4号でエドワード・ホワイトがアメリカ初の船外活動 (宇宙遊泳) を行った。
- ジェミニ5号ではアポロ計画で最低限必要となる8日間の宇宙滞在をした。また初めて燃料電池が使用された。
- 1965年12月、ジェミニ6A号と7号がアメリカ初のランデブーを達成した。また7号は14日間の宇宙滞在をした。
- ジェミニ8号は無人のアジェナ標的衛星とのドッキングを達成した。
- 1966年9月、ジェミニ11号はアジェナ衛星のロケットを使用して高度1,369キロメートルに達した。この記録は、月飛行を除き、人間が搭乗する宇宙船が地球を周回した高度としては最高のもので、2014年現在に至るまで破られていない[13]。
- ジェミニ12号では、バズ・オルドリンが長時間の船外活動を行い、人間が生命に危機を及ぼすことなく宇宙空間で行動できることを実証した。

軌道上でランデブーを行うのは、簡単な操作ではない。ある宇宙船が、先行する他の宇宙船に追いつこうとしたとする。この場合単純に速度を上げたら、高度が上昇して地球を周回する速度が減少するため、結果的には逆に距離が離れてしまうことになる。正しい手順は、まず減速することである。すると低い軌道に移行して宇宙船の速度が増すため、他機に先行する。その後再び加速すれば、目標の衛星と同じ軌道に乗ることができる。これらの手順を飛行士に訓練させるため、特殊なシミュレーターが作られた。

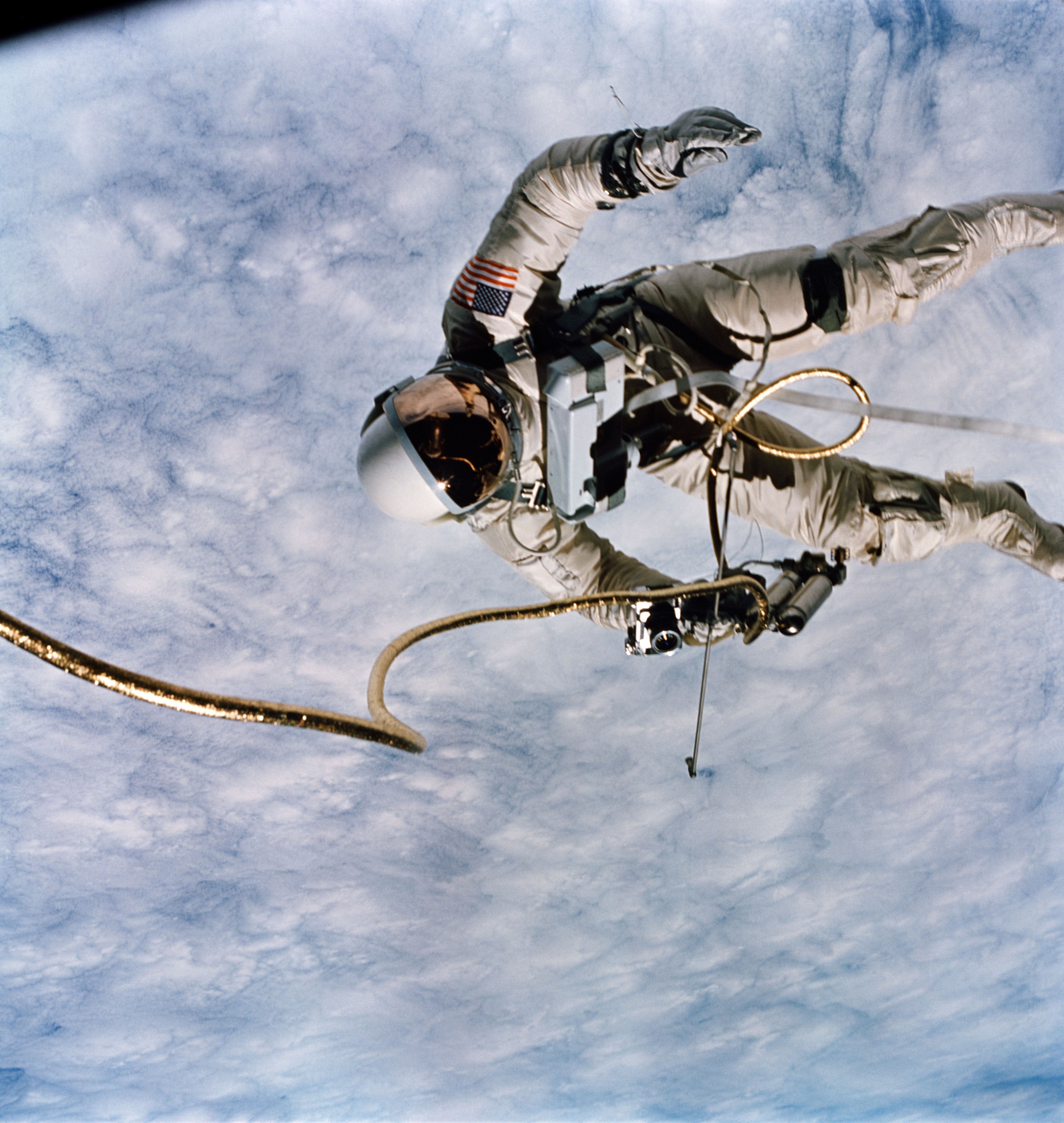
ジェミニ4号で宇宙遊泳をするエドワード・ホワイト。1965年6月
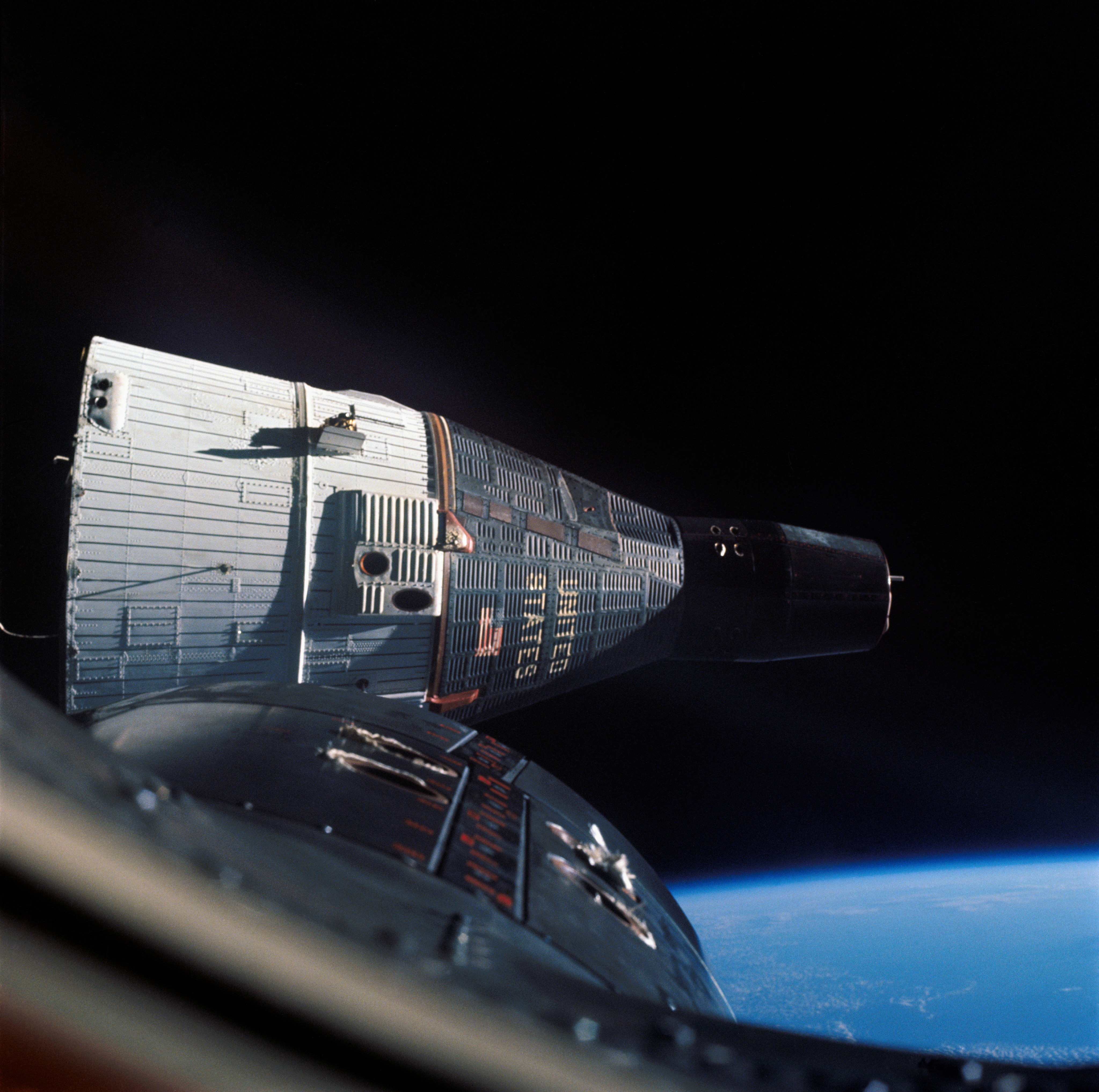
ジェミニ6号と7号のランデブー。1965年12月
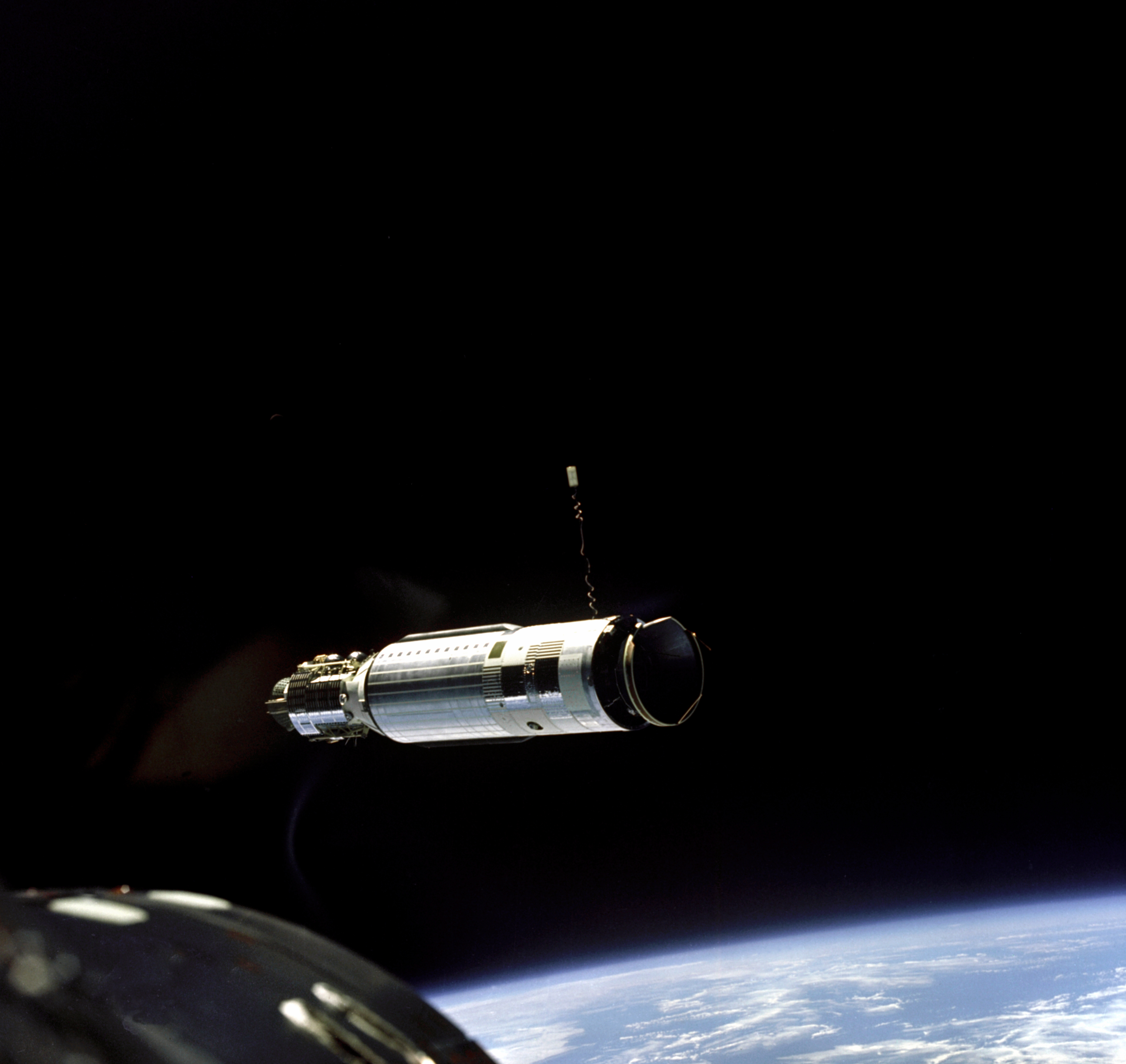
ジェミニ8号から見たアジェナ衛星。このあと初のドッキングを行う。1966年3月

### 飛行リスト
| 飛行 | 発射機製造番号 | 船長             | 飛行士         | 日時                      | 発射時間  | 期間                |
| 無人飛行 | 無人飛行 | 無人飛行         | 無人飛行       | 無人飛行                  | 無人飛行  | 無人飛行            |
| --- | --- | ---------------- | -------------- | ------------------------- | --------- | ------------------- |
| ジェミニ1号 | GLV-1 12556 |                  |                | 1964年4月8日 - 4月12日    | 16:01 UTC | 03日23時間1         |
| ジェミニ初飛行。宇宙船は大気圏再突入の際、意図的に破壊された。 1: 飛行任務を遂行した時間は4時間50分で、すべての任務は軌道を3周する間に達成された。宇宙船はその後3日と23時間にわたって宇宙に滞在した。 | |                  |                |                           |           |                     |
| ジェミニ2号 | GLV-2 12557 |                  |                | 1965年1月19日             | 14:03 UTC | 00日00時間 18分16秒 |
| 熱遮蔽板試験のための弾道飛行 | |                  |                |                           |           |                     |
| 有人飛行 | |                  |                |                           |           |                     |
| ジェミニ3号 | GLV-3 12558 | グリソム         | ヤング         | 1965年3月23日             | 14:24 UTC | 00日04時間 52分31秒 |
| ジェミニ3号 | ジェミニ初の有人飛行。軌道を3周 |                  |                |                           |           |                     |
| ジェミニ IV | GLV-4 12559 | マクディヴィット | ホワイト       | 1965年6月3日 - 6月7日     | 15:15 UTC | 04日01時間 56分12秒 |
| ジェミニ IV | アメリカ初の船外活動。ホワイトが22分間にわたり「宇宙遊泳」を行う。 |                  |                |                           |           |                     |
| ジェミニ V | GLV-5 12560 | クーパー         | コンラッド     | 1965年8月21日 - 8月29日   | 13:59 UTC | 07日22時間 55分14秒 |
| ジェミニ V | 初の1週間以上にわたる宇宙滞在。電源に燃料電池を初めて使用。将来のランデブーに備え、誘導と航法のシステムを検証。軌道を120周する。 |                  |                |                           |           |                     |
| ジェミニ VII | GLV-7 12562 | ボーマン         | ラヴェル       | 1965年12月4日 - 12月18日  | 19:30 UTC | 13日18時間 35分01秒 |
| ジェミニ VII | ジェミニ6号はアジェナ衛星とドッキングをする予定だったが、アジェナの発射が失敗したため、代わりに7号が6号のランデブーの目標となった。7号の当初の目的は、人間が14日間にわたって宇宙に滞在できるかを検証することだった。                                                                                               |                  |                |                           |           |                     |
| ジェミニ VI-A | GLV-6 12561 | シラー           | スタッフォード | 1965年12月15日 - 12月16日 | 13:37 UTC | 01日01時間 51分24秒 |
| ジェミニ VI-A | ジェミニ7号との初のランデブー。91.44メートルから最短で30センチメートルの距離を保ったまま、5時間にわたって編隊飛行を行った。 |                  |                |                           |           |                     |
| ジェミニ VIII | GLV-8 12563 | アームストロング | スコット       | 1966年3月16日 - 3月17日   | 16:41 UTC | 00日10時間 41分26秒 |
| ジェミニ VIII | 無人のアジェナ衛星との間で、他の宇宙船との初のドッキングを行う。結合している最中に宇宙船の姿勢制御用ロケットが故障し噴射を始めたため、機体が異常回転をした。ほとんど危機的な状況だったが、アームストロングはアジェナを切り離し、何とか回転を止めることができた。アメリカの宇宙開発において、初の緊急着陸を行った。 |                  |                |                           |           |                     |
| ジェミニ IX-A | GLV-9 12564 | スタッフォード   | サーナン       | 1966年6月3日 - 6月6日     | 13:39 UTC | 03日00時間 20分50秒 |
| ジェミニ IX-A | 5月に発射される予定だったが、当初の目標だったアジェナ衛星の発射が失敗したため予定が遅れた。増強型のドッキング装置を搭載したアジェナとのドッキングを目指していたが、衛星の保護カバーが完全に分離されていなかったため達成できなかった。3種類の異なる方法のランデブーと2時間の船外活動を行い、軌道を44周した。        |                  |                |                           |           |                     |
| ジェミニ X | GLV-10 12565 | ヤング           | コリンズ       | 1966年7月18日 – 7月21日   | 22:20 UTC | 02日22時間 46分39秒 |
| ジェミニ X | アジェナの推進ロケットを初めて使用。ジェミニ8号から続く3回目のアジェナとのランデブーも行う。コリンズは49分間にわたって宇宙船のハッチから身を乗り出し、また39分かけてアジェナから実験機器を回収した。軌道を43周。                                                                                                   |                  |                |                           |           |                     |
| ジェミニ XI | GLV-11 12566 | コンラッド       | ゴードン       | 1966年9月12日 – 9月15日   | 14:42 UTC | 02日23時間 17分09秒 |
| ジェミニ XI | 1周目の軌道でランデブーとドッキングを行ったあと、アジェナの推進ロケットを使用し遠地点1,369キロメートルに到達。ゴードンは宇宙船から2時間にわたって身を乗り出し、33分間の船外活動を行った。軌道を44周。 |                  |                |                           |           |                     |
| ジェミニ XII | GLV-12 12567 | ラヴェル         | オルドリン     | 1966年11月11日 – 11月15日 | 20:46 UTC | 03日22時間 34分31秒 |
| ジェミニ XII | ジェミニ最後の飛行。アジェナとの手動によるランデブーとドッキングを達成し、船外活動の間その状態を保ち続ける。オルドリンは5時間30分におよぶ船外活動の記録を達成。その間1回の宇宙遊泳と、宇宙船から身を乗り出す船外活動を2回行い、これ以前の飛行で発生した船外活動に関わる問題を解決した。軌道を59周。                |                  |                |                           |           |                     |

## ジェミニ - タイタンの発射および製造番号
NASAは空軍のタイタンミサイルを、ジェミニの発射機タイタンII GLVとして採用した (同様にマーキュリー計画においては、空軍のアトラスミサイルが発射機に採用されていた)。ジェミニ発射機には空軍の製造番号が割り振られていて、その番号は機体の4カ所 (第一段および第二段の前面と後面) に表示されていた。発射場の19番発射施設の維持管理は空軍のスタッフが担当し、同時にすべての発射機の準備および発射の進行も彼らが行った。タイタンを運営したことで得られたデータや経験は、空軍とNASA双方にとって有益なものであった。
空軍が割り当てたジェミニ発射機の製造番号は、上記の「飛行リスト」の表に書かれているとおりである。1962年に15機のタイタンIIが発注されたため、番号は「62-12XXX」となるはずだったが、実際には「12XXX」とだけ表示されていた。15機のうち最後の3機は1964年7月30日に発注がキャンセルされ製造されなかったが、GLV-13には「12568」、GLV-14には「12569」、GLV-15には「12570」の番号が与えられていた。

## 計画の経費
1969年1月にNASAが議会に提出するために準備した、マーキュリー、ジェミニおよびアポロ (初の月面着陸を行う) にかかる経費の見積もりによれば、ジェミニ計画の経費は12億8340万ドルで、その内訳は宇宙船に7億9740万ドル、発射機に4億980万ドル、その他が7620万ドルであった。またオンラインマガジンの「スペース・レヴュー (The Space Review)」が2010年に行った試算によれば、1962年から1967年にかけてのジェミニ計画の経費を1967年のインフレ率で換算すると13億ドルで、2010年の貨幣価値では73億ドルに相当するとのことであった。またそれぞれの発射にかかった経費も、2010年現在で7億2300万ドルに相当した。

## 機材の現在の状態

### 宇宙船
- ジェミニ1号：大気圏再突入の際に人為的に破壊される。
- ジェミニ2号：フロリダ州ケープカナベラル空軍基地の空軍宇宙ミサイル博物館に展示中
- ジェミニIII：インディアナ州ミッチェルのグリソム記念博物館に展示中
- ジェミニIV：ワシントンD.C.の国立航空宇宙博物館に展示中
- ジェミニV： テキサス州ヒューストンのジョンソン宇宙センターに展示中
- ジェミニVI：オクラホマ州オクラホマシティのオクラホマ歴史センターに展示中
- ジェミニVII：ヴァージニア州シャンティリ (Chantilly) のスティーヴン F アドヴァー・ヘイジーセンター (Steven F. Udvar-Hazy Center) に展示中
- ジェミニVIII：オハイオ州ウォパコネタ (Wapakoneta) のニール・アームストロング航空宇宙博物館に展示中
- ジェミニIX：フロリダ州メリット島のケネディ宇宙センターに展示中
- ジェミニX：カンザス州ハッチンソン (Hutchinson) のコスモスフィア (Cosmosphere) に展示中
- ジェミニXI：カリフォルニア州ロサンゼルスのカリフォルニア科学センターに展示中
- ジェミニXII：イリノイ州シカゴのアドラー・プラネタリウム・アンド・天文学博物館に展示中

### 訓練装置
- ジェミニ3A —ミズーリ州セントルイスのセントルイス科学センターに展示中
- ジェミニMOL-B —オハイオ州デイトンのライト・パターソン空軍基地内、国立アメリカ空軍博物館に展示中
- ジェミニ訓練機 —アラバマ州ハンツビルのアメリカ宇宙ロケットセンターに展示中
- ジェミニ訓練機 —メリーランド州グリーンベルトのNASA施設内、ゴダード宇宙飛行センターの訪問者センターに展示中
- ジェミニ訓練機 —ケンタッキー州ルイビルのケンタッキー科学センターに展示中
- 6165 —ワシントンD.C.の国立航空宇宙博物館 (非展示)
- エル・カボン (El Kabong, パラグライダーでの着陸試験で使用された機体) —ミシガン州カラマズーのカラマズー航空博物館に展示中
- ジェミニ訓練機 —ミシガン州カラマズーのカラマズー航空博物館に展示中
- TTV-2 (パラグライダーでの着陸試験で使用された機体) 英国スコットランドエディンバラのスコットランド国立博物館に展示中
- 訓練機 —テキサス州フォートワースのペート (Pate) 運輸博物館に展示中
- 訓練機MSC 313 —カリフォルニア州サンホセの私邸内
- ロガロ翼試験機 —ニューメキシコ州ホワイトサンズのホワイトサンズ宇宙港に展示中
- TTV-1 (パラグライダーでの着陸試験で使用された機体)  —ヴァージニア州シャンティリのスティーヴン F アドヴァー・ヘイジーセンターに展示中
- 名称未設定機 —フロリダ州ケープカナベラル空軍基地の空軍宇宙ミサイル博物館に展示中
- 名称未設定機 —フロリダ州ケープカナベラル空軍基地の空軍宇宙ミサイル博物館に展示中
- 出入 (Ingress/Egress) 訓練機 —アラバマ州ハンツビルのアメリカ宇宙ロケットセンターに展示中
- MSC-307訓練機 —カリフォルニア州アラメダの空母ホーネット (前アラメダ海軍) 博物館に展示中

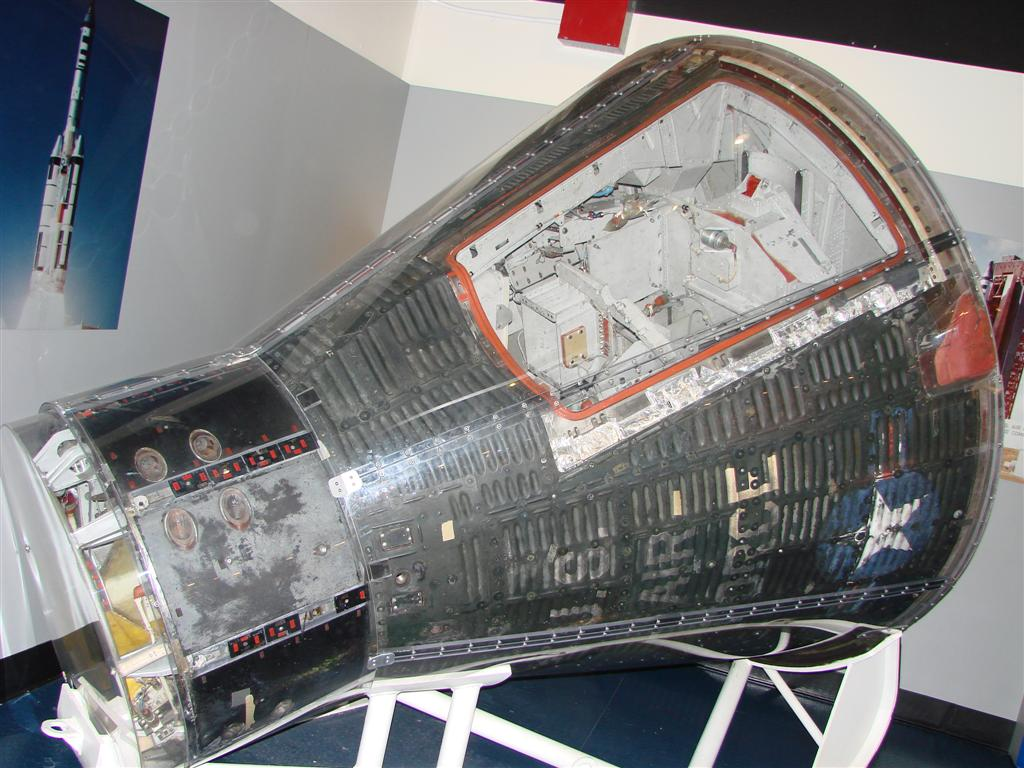
空軍宇宙ミサイル博物館に展示されているジェミニII　2006年
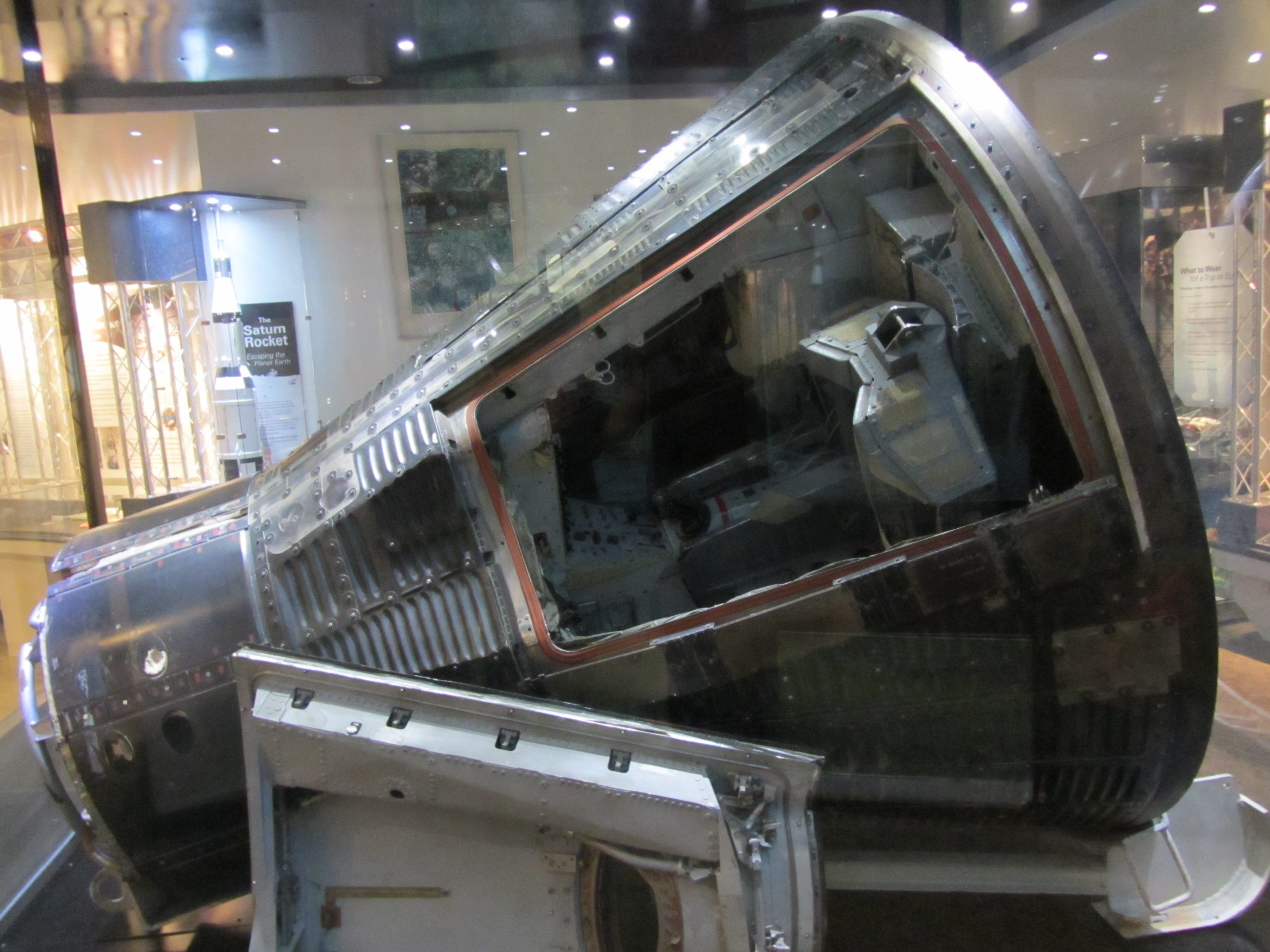
グリソム記念博物館に展示されているジェミニIII　2011年
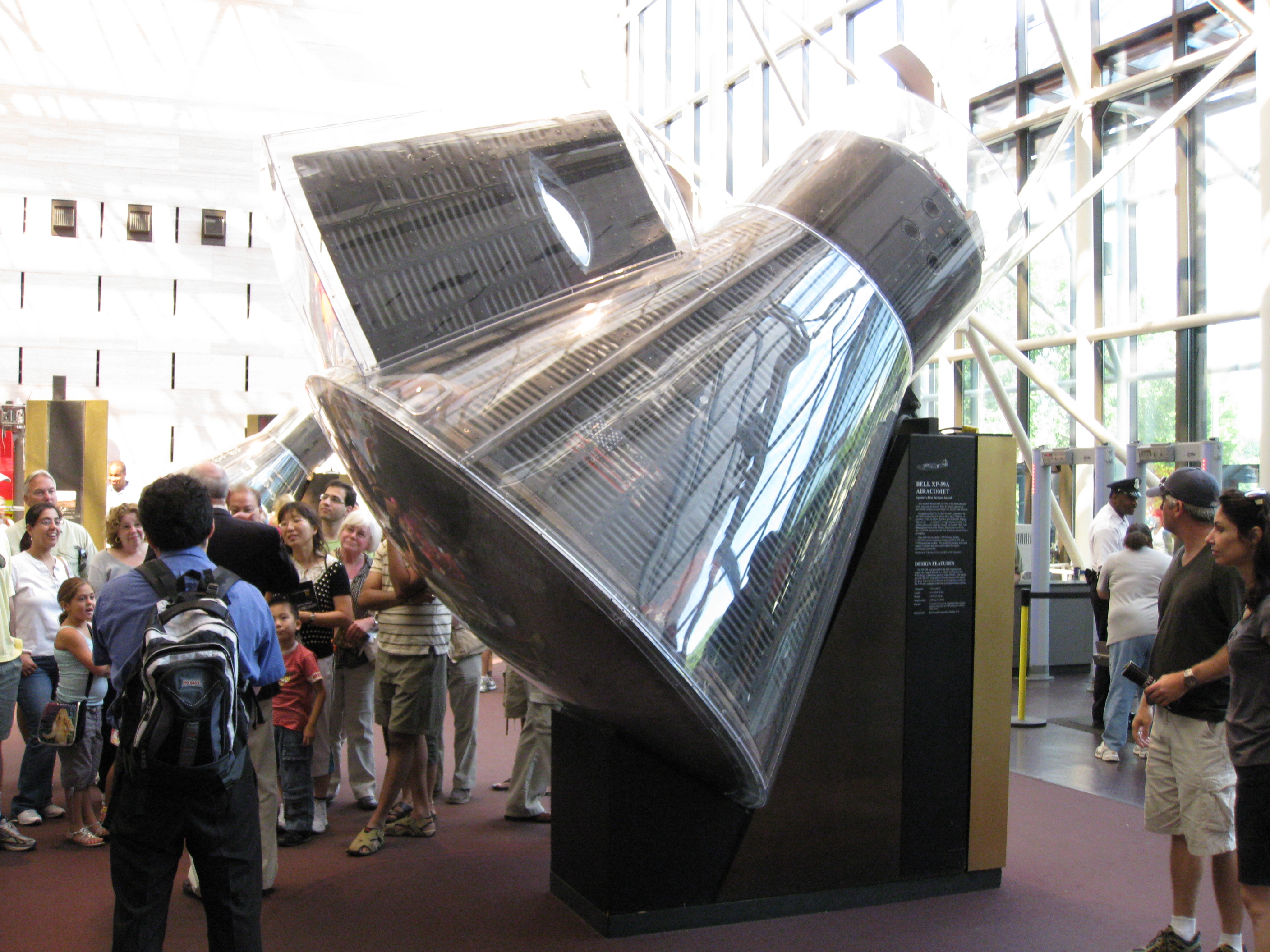
国立航空宇宙博物館に展示されているジェミニIV　2009年
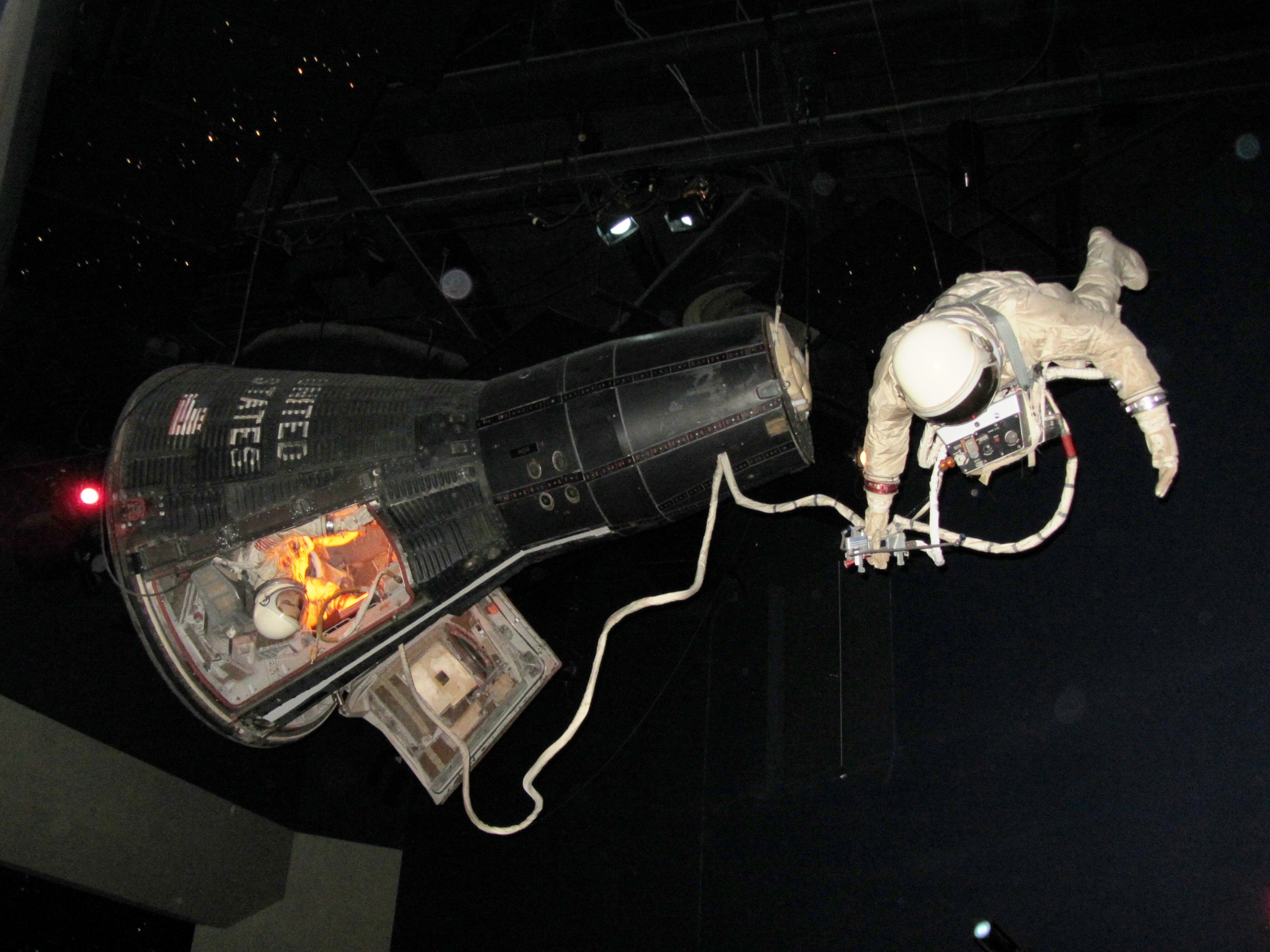
ジョンソン宇宙センターに展示されているジェミニV　2011年
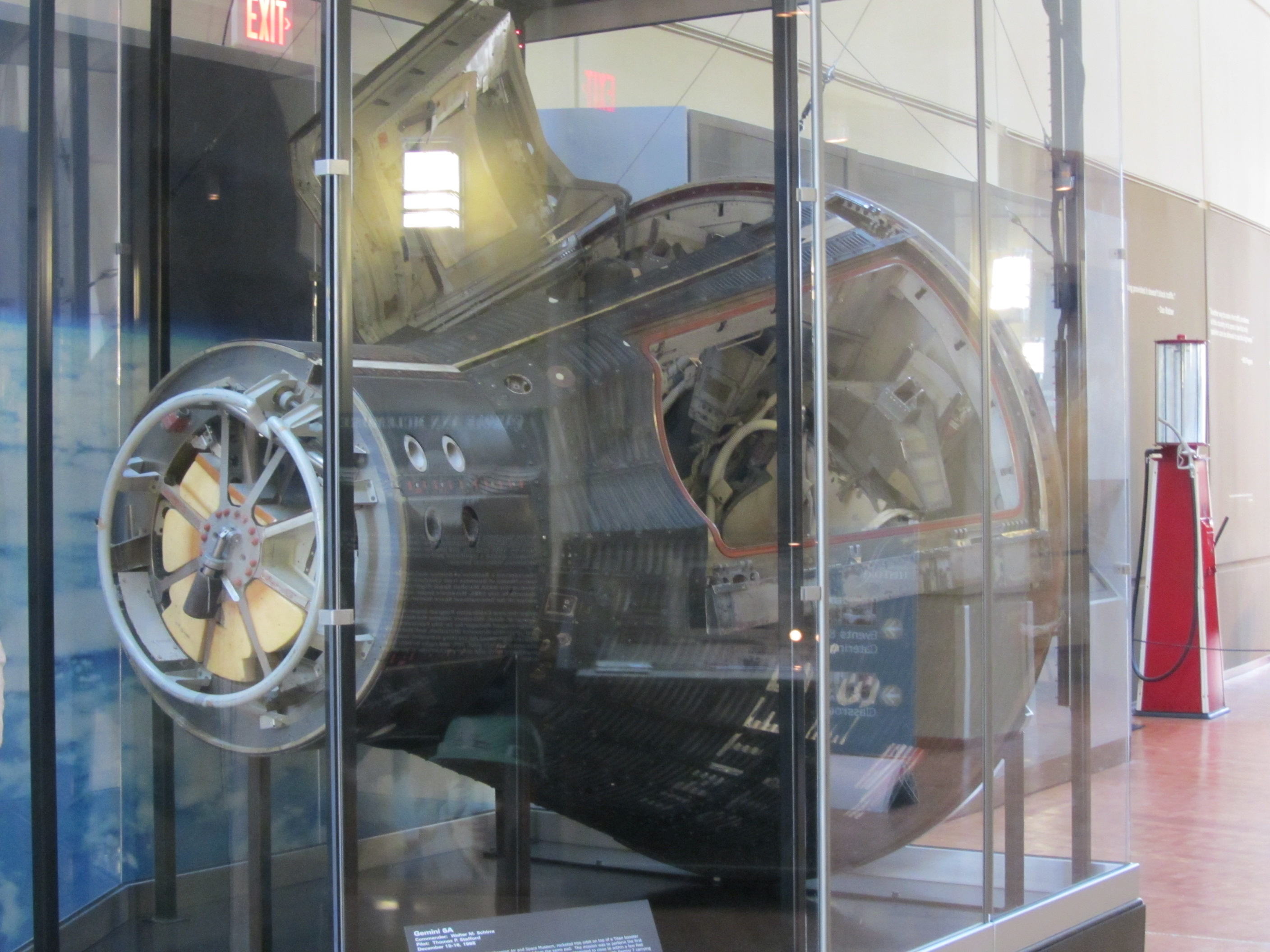
オクラホマ歴史センターに展示されているジェミニVI-A　2011年
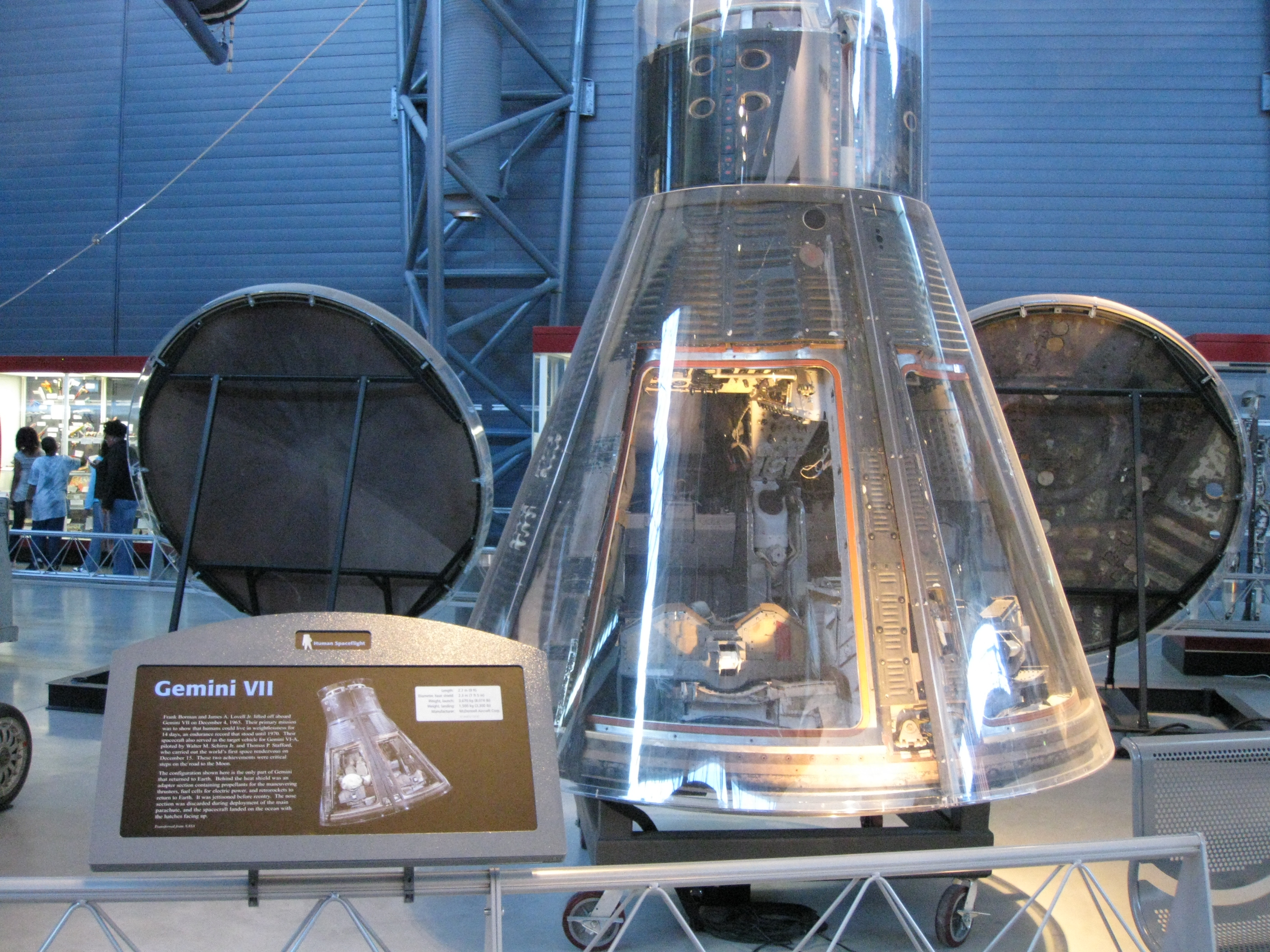
スティーヴン F アドヴァー・ヘイジーセンターに展示されているジェミニVII　2009年
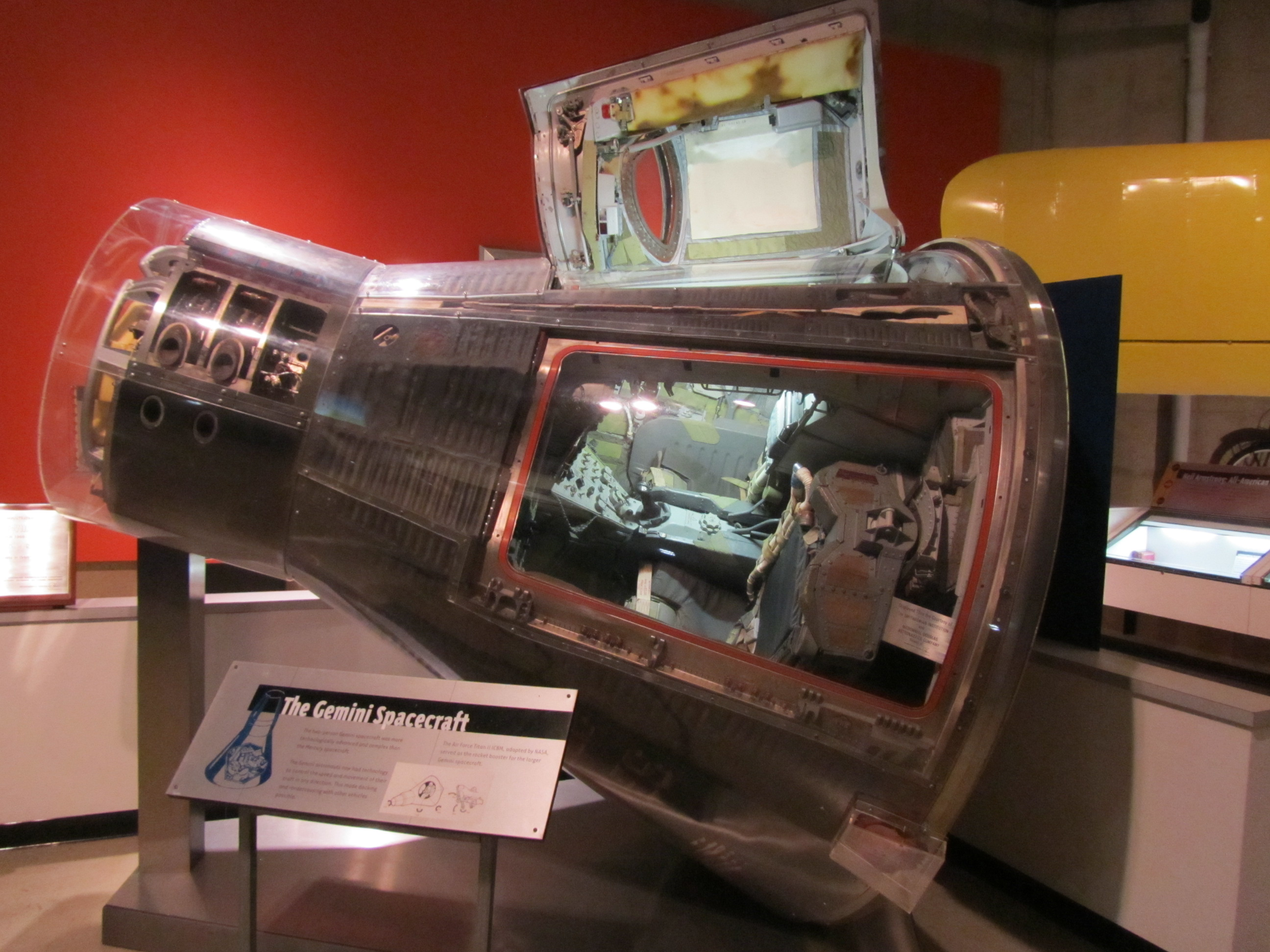
ニール・アームストロング航空宇宙博物館に展示されているジェミニVIII　2010年
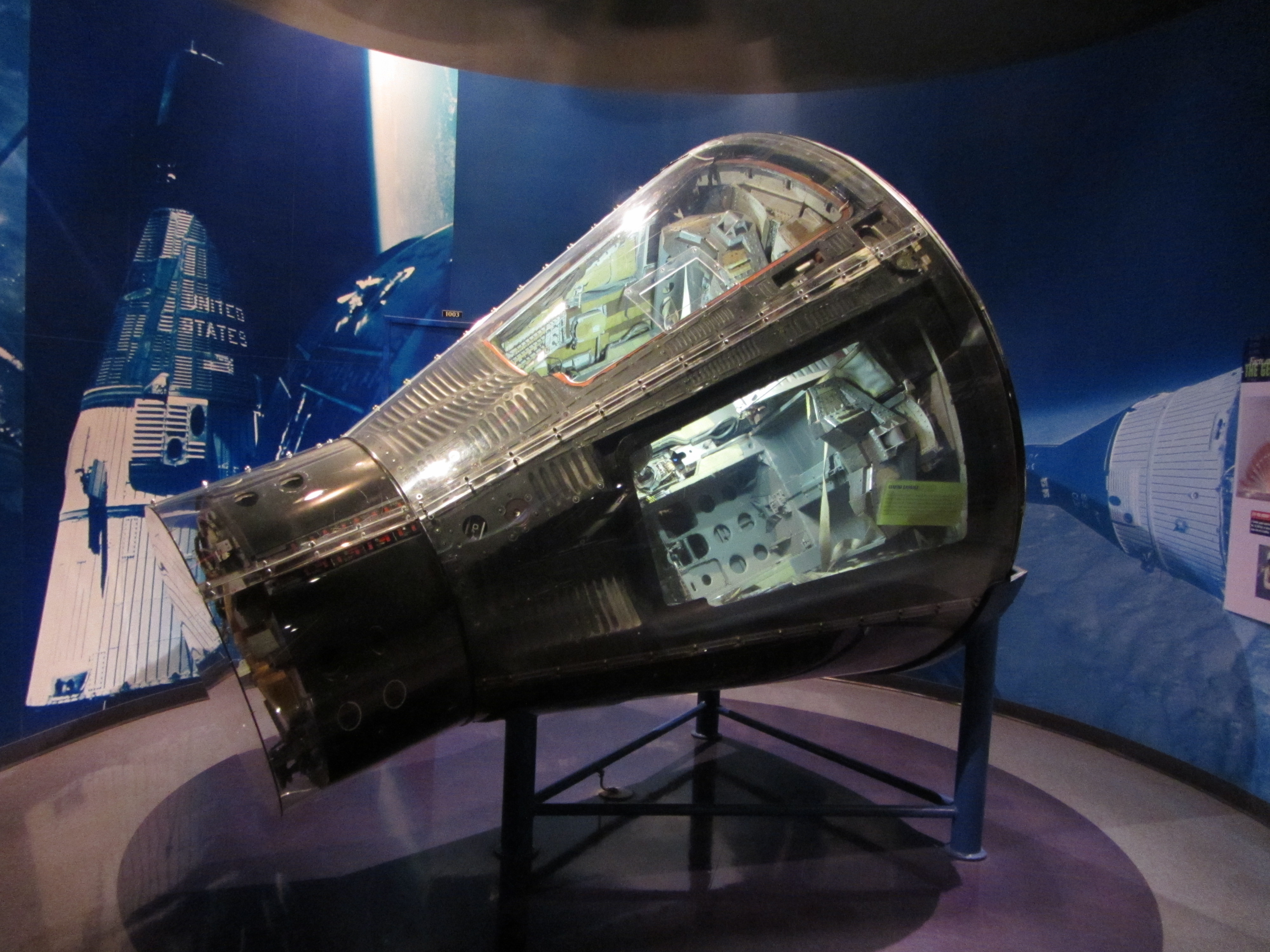
ケネディ宇宙センターに展示されているジェミニIX-A　2011年
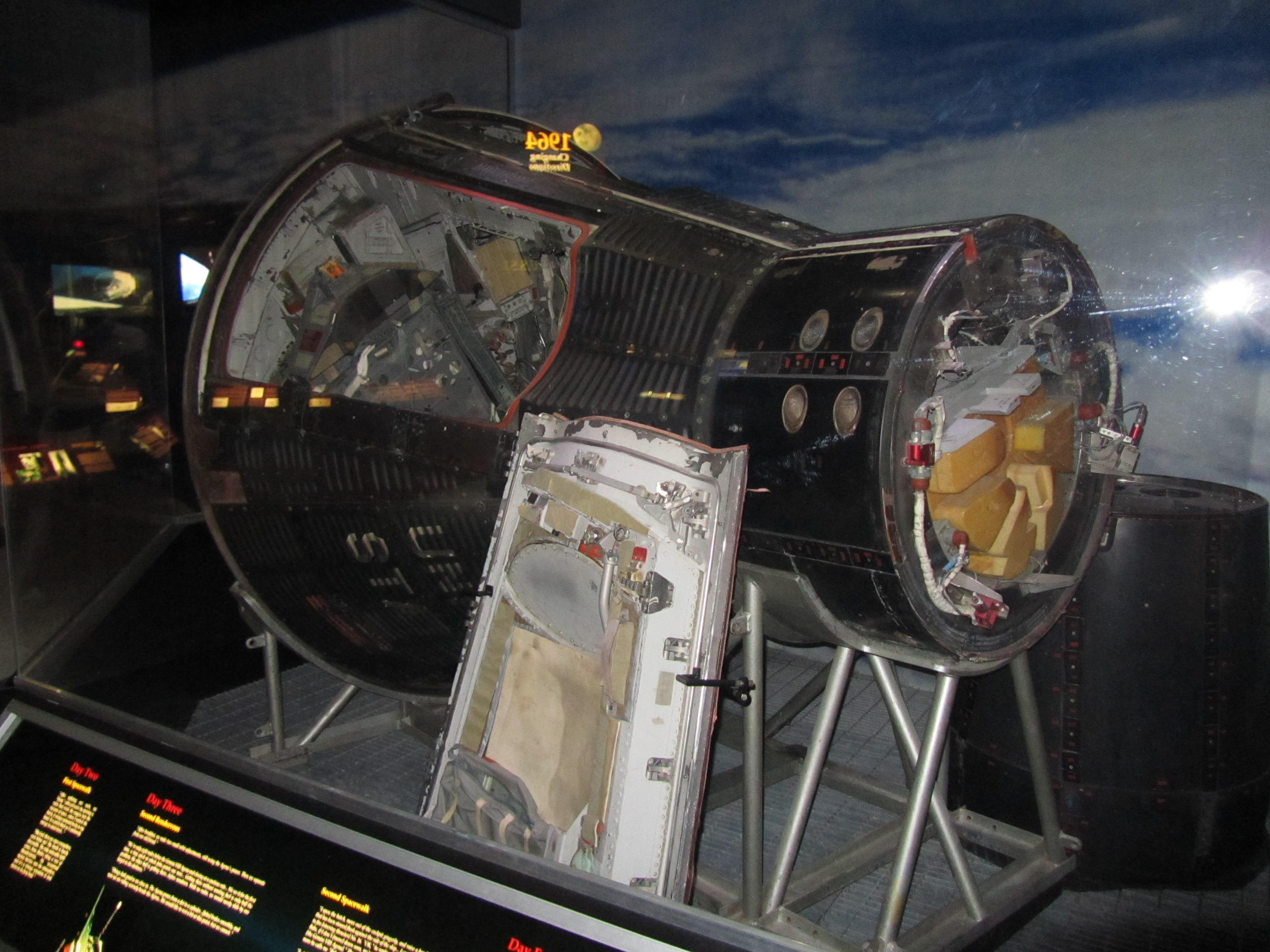
コスモスフィアに展示されているジェミニX　2010年
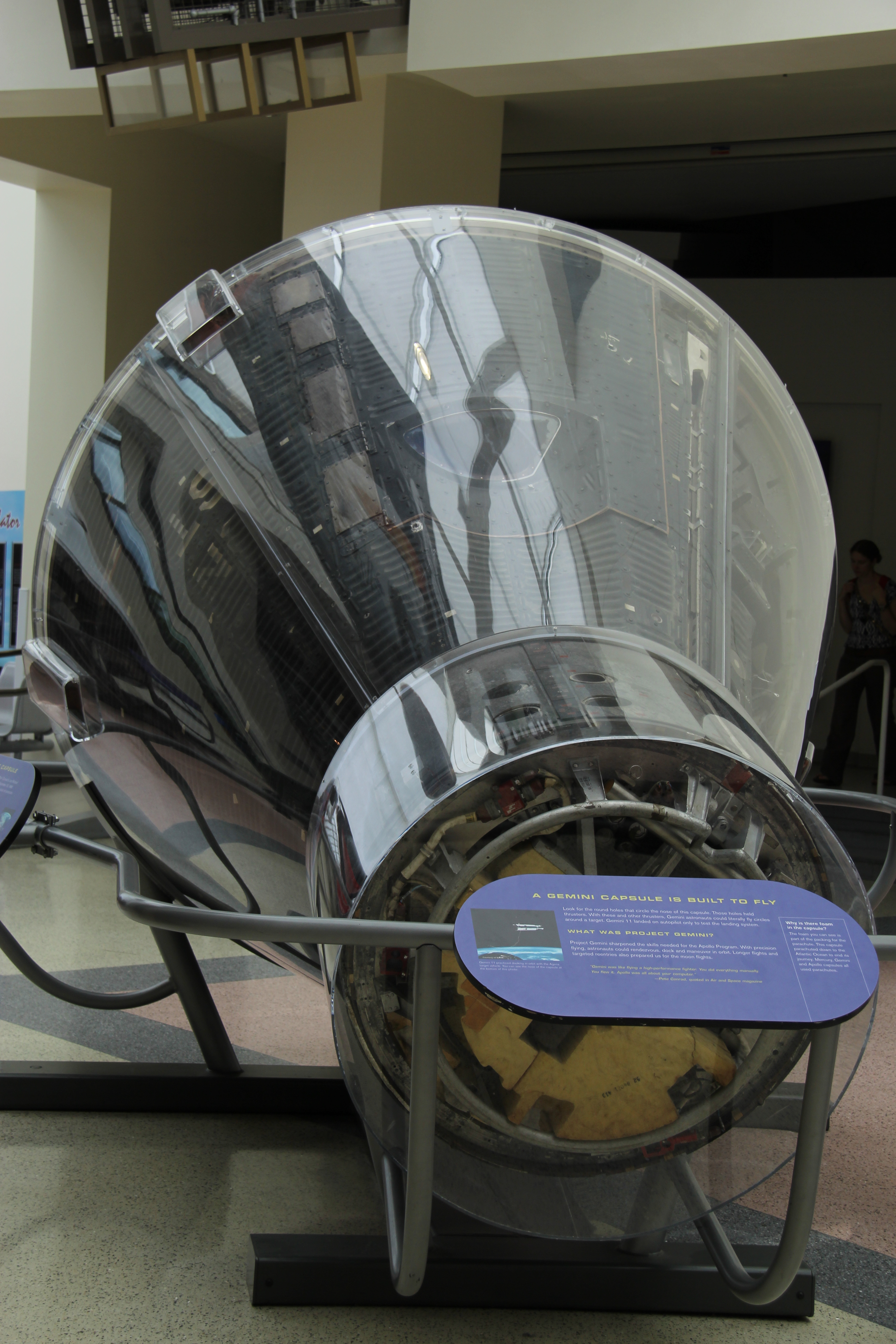
カリフォルニア科学センターに展示されているジェミニXI　2013年
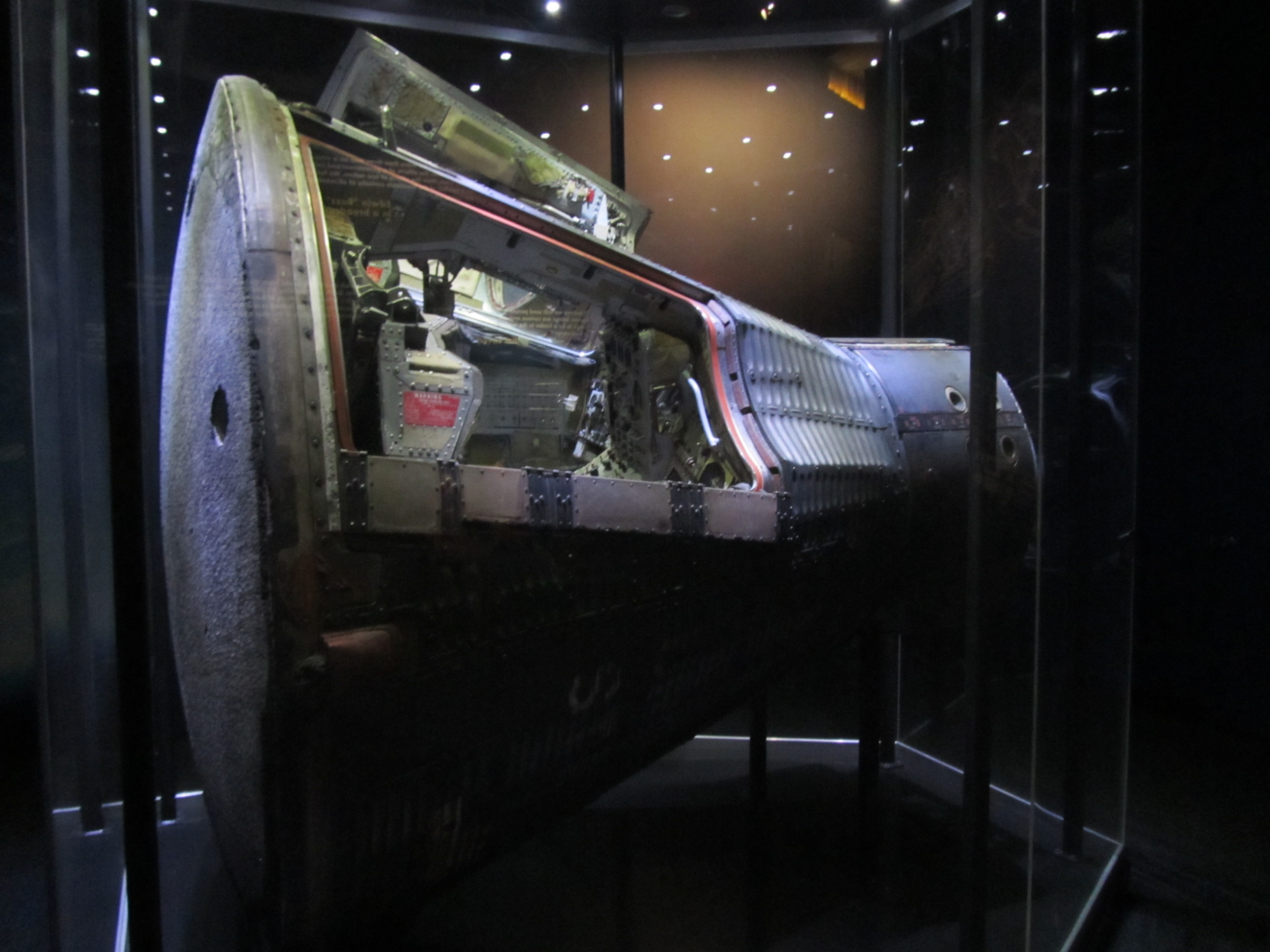
アドラー・プラネタリウム・アンド・天文学博物館に展示されているジェミニXII　2010年

## 提案された延長および応用計画

### 発展型ジェミニ
マーキュリーおよびジェミニ宇宙船の元請だったマクドネル社はアポロ宇宙船の入札にも参加していたが、ノースアメリカン社に敗れていた。マクドネル社は後に、派生的な応用計画を提案することでジェミニ計画を拡張することを模索した。その提案によれば、宇宙船は地球から遠く離れた宇宙空間を飛行することができ、またアポロよりも早く安いコストで有人月面着陸を達成することさえできたが、それらの提案はNASAに退けられた。
この一連の応用計画は発展型ジェミニ計画とみなされ、その中には軍事的飛行や宇宙ステーションへの人員や物資の輸送、さらには月飛行などが含まれていた。月飛行の提案には、アジェナ標的衛星のために開発されたドッキング装置を、宇宙船を月に送り込むことができるセントールのようなより強力な上段ロケットに乗せて再使用することから、ジェミニを改造した宇宙船で月面着陸を可能にさせることまで含まれていた。この応用計画は、アポロより前に有人月周回飛行を達成し、アポロ宇宙船が危機に陥った際に飛行士を救出したり緊急避難場所を提供することなども含み、さらにはアポロ計画そのものに取って代わるものにさえなるはずであった。
発展型ジェミニの提案の中には、当初の設計から変わっていない「在庫品」の宇宙船を使用することも含まれていたが、一方でその他のものは、より多くの飛行士が搭乗でき、宇宙ステーションとドッキングし、月を訪れ、その他の飛行計画を実行することができる改造型であることを特徴としていた。また検討された改造の中には、宇宙船に航空機のような翼をつけたりパラセールを搭載するなどして、水平着陸を可能にさせるものなどもあった。

### ビッグ・ジェミニ
ビッグ・ジェミニ (または"Big G") は、1969年8月にマクドネル社によってなされたもうひとつの提案である。これは宇宙船により多くの搭載能力を持たせ、究極的にはアポロや後のスペースシャトルで行われたような、宇宙への全目的的な飛行を可能にすることを意図していた。
この研究は、軌道上の宇宙ステーションに再補給をするために使用されることになる、ジェミニに由来する輸送用宇宙船の定義を予備的に設定するために行われた。その設計においては、あらかじめ選定された地上の特定の場所に着陸できる能力、機能の刷新、および機器の再使用などが要求された。宇宙船には2つの基本線が設定された。1つは最小限の改造 (minimum modification) を施し乗員9名を搭乗させるジェミニB案で、Min-Mod Big Gと呼ばれた。もう1つは外形は同じだが、新しい最先端のシステムを搭載し乗員12名を搭乗させる、Advanced Big G (発展型ビッグG) と呼ばれるより高度な発想のものであった。これらの宇宙船の発射機としては、サターンIB、タイタンIIIM、サターンINT-20などが検討された。

### 軍事的応用
空軍はジェミニのシステムに関心を示し、その改造型の宇宙船を有人軌道実験室 (MOL) の搭乗機として使用することを決定した。この目的を達成するためジェミニ2号の宇宙船が改装され、MOLの実物大模型の上に乗せられタイタンIIICロケットで打ち上げられたが、同一の宇宙船が二度宇宙に行ったのはこれが最初の例であった。
また空軍はジェミニ宇宙船を、地上の (特殊な偵察用カメラを搭載しない) 概略的な監視を行ったり、不審な衛星へのランデブーを実行したりするような、軍事的応用のために採用する考えを持っていた。この計画はブルー・ジェミニと呼ばれた。空軍は宇宙船が海軍に回収されることになるという事実を好まなかったため、ブルー・ジェミニには最終的に本来の設計にあったような翼を持たせ、3本の橇を使って地上に着陸させることを意図していた。
当初NASAの内部には経費を空軍と負担し合うことを歓迎する者もいたが、後にはNASA自身で計画を進めたほうが上手くいくことになるということで合意が形成された。ブルー・ジェミニ計画は1963年に国防長官のロバート・マクナマラによって廃止された。彼は必要な軍事的実験は、NASAのジェミニ計画によって実行できると決定した。またMOL計画は1969年に国防長官メルヴィン・レイヤード (Melvin Laird) によって廃止された。彼は無人の偵察衛星が、同じ機能をより安い費用で行えると決断した。

### 注記
1. ↑  1966年に有人軌道実験室の試験飛行のためにジェミニ2号を再発射させた際には、唯一タイタンIIではなくタイタンIIIC が使用された
2. ↑  ジェミニ3号までは新しい管制センターはまだ試験段階であったため、ケープ・ケネディにあるマーキュリー管制室が使用された。ヒューストンが使用されたのはジェミニ4号からで、このときはマーキュリー管制室はバックアップに使われた。ジェミニ5号から現在に至るまでは、宇宙船の管制はすべてヒューストンで行われている
3. ↑  パラグライダーを使用して着地させる要求は、1964年に却下された。
4. ↑  ジェミニが10回の飛行をしている間、ソ連は一度も有人宇宙飛行を行わなかった。また史上初の宇宙遊泳を達成したにもかかわらず、1969年1月まで船外活動が行われることはなかった。

### 引用
この記事にはパブリックドメインである、アメリカ合衆国連邦政府のウェブサイトもしくは文書本文を含む。
1. 1 2  Lafleur, Claude (8 March 2010). "Costs of US piloted programs". The Space Review. 2012年2月18日閲覧。
2. 1 2 3 4  Gainor (2001), pp. 93, 97–99.
3. 1 2  Hacker & Grimwood (1977), pp. XV, 75.
4. ↑  Schwartz, John (2018年10月17日). “Why Does ‘First Man’ Say Gemini as ‘Geminee’? NASA Explains. Sorta.”. The New York Times 2018年11月6日閲覧。
5. ↑  Loff (2013).
6. 1 2  Murray & Cox (1989), pp. 33–34.
7. ↑  Reguly (1965), p. 7.
8. ↑  Agle (1998).
9. ↑  Farmer & Hamblin (2004), pp. 51–54.
10. ↑  Gatland (1976), p. 42.
11. 1 2  Dryden (1964), p. 362.
12. ↑  Tomayko (1988), pp. 10–19.
13. 1 2  Dumoulin, Jim (25 August 2000), NASA Project Gemini-XI, 2010年4月12日閲覧。
14. ↑  "Orbital Rendezvous". Buzz Aldrin. 2011年10月9日閲覧。
15. ↑  "NASA, Project Gemini". NASA. 2004年11月7日時点のオリジナルよりアーカイブ。2011年10月14日閲覧。
16. ↑  Wilford, John Noble (July 1969). We Reach the Moon. New York: Bantam Books. p. 67.

### 参考書籍
- Farmer, Gene; Hamblin, Dora Jane (2004). First On the Moon: A Voyage With Neil Armstrong, Michael Collins and Edwin E. Aldrin, Jr. Boston: Little, Brown and Company. ISBN 978-0-7607-5510-5。
- French, Francis; Brugess, Colin (2007). In the Shadow of the Moon: A Challenging Journey to Tranquility, 1965-1969. Lincoln, Nebraska: University of Nebraska. ISBN 978-0-8032-1128-5。
- Gainor, Chris (2001). Arrows to the Moon: Avro's Engineers and the Space Race. Burlington, Ontario: Apogee Books. ISBN 978-1-896522-83-8。
- Gatland, Kenneth (1976). Manned Spacecraft (Second ed.). New York: Macmillan.
- Hacker, Barton C.; Grimwood, James M. (1977). On the Shoulders of Titans: A History of Project Gemini (PDF). NASA SP-4203. Washington, D.C.: National Aeronautics and Space Administration. 2015年1月2日閲覧。
- Harland, David M. (2004). How NASA Learned to Fly in Space: An Exciting Account of the Gemini Missions. Burlington, Ontario: Apogee Books. ISBN 978-1-894959-07-0. 2015年1月3日閲覧。
- Kranz, Gene (2001). Failure Is Not an Option: Mission Control from Mercury to Apollo 13 and Beyond. New York: Simon & Schuster. ISBN 978-0-7432-0079-0. 2015年1月3日閲覧。
- Murray, Charles A.; Cox, Catherine Bly (1989). Apollo: The Race to the Moon. New York: Simon & Schuster. ISBN 978-0-671-61101-9。
- Shayler, David J.  Gemini, Springer-Verlag Telos, 2001, ISBN 1-85233-405-3
- Tomayko, James E. (1988). "The Gemini Digital Computer: First Machine in Orbit". Computers in Spaceflight: The NASA Experience. Washington, D.C.: National Aeronautics and Space Administration. 2015年1月4日閲覧。

### 参考記事
- Agle, D.C. (September 1998). "Flying the Gusmobile". Air and Space Magazine. Washington, DC: Smithsonian Institution. 12 (4). 1999年10月11日時点のオリジナルよりアーカイブ。2015年1月3日閲覧。
- Agle, D.C. (September 1998a). "Riding the Titan II". Air and Space Magazine. Washington, DC: Smithsonian Institution. 12 (4). 2014年4月16日時点のオリジナルよりアーカイブ。2015年1月3日閲覧。
- Burkey, Ronald (8 January 2012). "Gemini Spacecraft On-Board Computer (OBC)". 2015年1月4日時点のオリジナルよりアーカイブ。2015年1月4日閲覧。
- Dryden, Hugh (March 1964). "Footprints on the Moon". National Geographic Magazine. Washington, DC: National Geographic Society. 125 (3): 357–401. 2015年1月4日閲覧。
- Loff, Sarah (21 October 2013). "Gemini: Stepping Stone to the Moon". Gemini: Bridge to the Moon. Washington, DC: National Aeronautics and Space Administration. 2015年1月4日時点のオリジナルよりアーカイブ。2015年1月4日閲覧。
- Reguly, Robert (3 September 1965). "Canadians who helped Gemini 'Go'". Toronto Daily Star. Toronto. p. 7.
- Project Gemini —A Chronology (NASA report SP-4002) (PDF format)
- Gemini Midprogram Conference —Including Experiment Results (NASA report SP-121) —Manned Spacecraft Center —Houston, Texas, February 23-25, 1966
- Gemini Summary Conference (NASA report SP-138) —Manned Spacecraft Center —Houston, Texas, February 1–2, 1967